# Gobierno de Gustavo Petro
El gobierno del presidente Gustavo Petro Urrego inició el 7 de agosto de 2022, tras su victoria en la segunda vuelta de la elección presidencial de Colombia de 2022. Su mandato llega hasta el 7 de agosto de 2026 fecha en la que debe producirse la investidura de su sucesor.

## Situación previa

Mapa electoral de la segunda vuelta presidencial de 2022
Gustavo Petro
Rodolfo Hernández

Tras haber sido candidato presidencial en dos ocasiones (2010 y 2018), Gustavo Petro preparó su plataforma política y a finales de 2021 anunció su precandidatura a la presidencia en los comicios de 2022. En marzo fue electo candidato de la recién formada coalición política Pacto Histórico y días más tarde anunció que Francia Márquez sería su compañera de fórmula.
En la primera vuelta, llevada a cabo el 29 de mayo, Petro y Márquez obtuvieron la votación más alta que les dio paso al balotaje.  El 19 de junio, Petro derrotó al candidato Rodolfo Hernández obteniendo 11 291 986 votos.

### Empalme
En el mes de junio Petro nombró 32 coordinadores sectoriales de una comisión de empalme encargada de realizar la recepción de las diferentes áreas con el Gobierno de Iván Duque. La comisión estuvo encabezada por Mauricio Lizcano, Carolina Corcho, Aurora Vergara y Daniel Rojas. Algunas de las personas nombradas en las comisiones fueron posteriormente nombrados como ministros de gobierno.

## Posesión presidencial

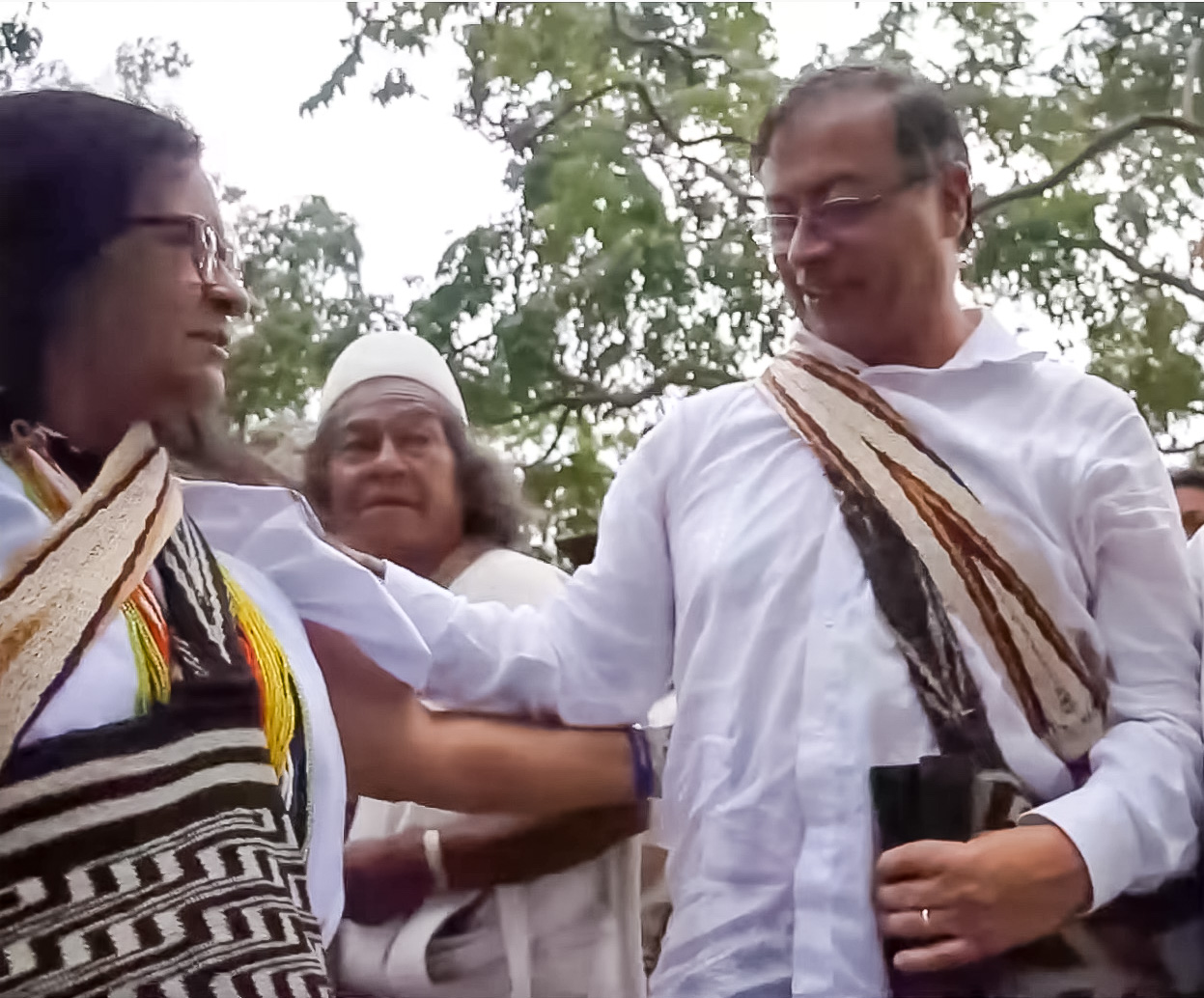
Leonor Zalabata con Gustavo Petro en ceremonia de posesión ancestral del 5 de agosto.

El día 5 de agosto Petro viajó a la Sierra Nevada de Santa Marta para realizar la ceremonia simbólica de posesión ancestral de parte de la comunidad indígena arhuaca. Allí se reunió con su población y con varios líderes de la comunidad incluida Leonor Zalabata a quien Petro había designado semanas atrás como embajadora ante las Naciones Unidas.
El evento formal de posesión presidencial tuvo lugar el 7 de agosto de 2022 con una serie de eventos culturales paralelos en parques y plazas del país y del centro de Bogotá, siendo esta la primera vez que se realizan estas actividades en el marco de una toma de poder presidencial. El evento principal inició a las 3 de la tarde en la plaza de Bolívar de Bogotá. Además de los invitados protocolarios, el presidente Petro tuvo como invitados de honor a varios ciudadanos del común, dentro de las que se encontraban personas que conoció durante la campaña como un pescador de la ciudad de Honda que le brindó posada o una barrendera de la ciudad de Medellín que había sido agredida verbalmente por usar publicidad alusiva a la campaña del Pacto Histórico, así como influenciadores de redes sociales. Igualmente por pedido del entrante mandatario, se suprimieron algunos protocolos como el uso de la alfombra roja y se permitió por primera vez el acceso del público general a un sector de la plaza.

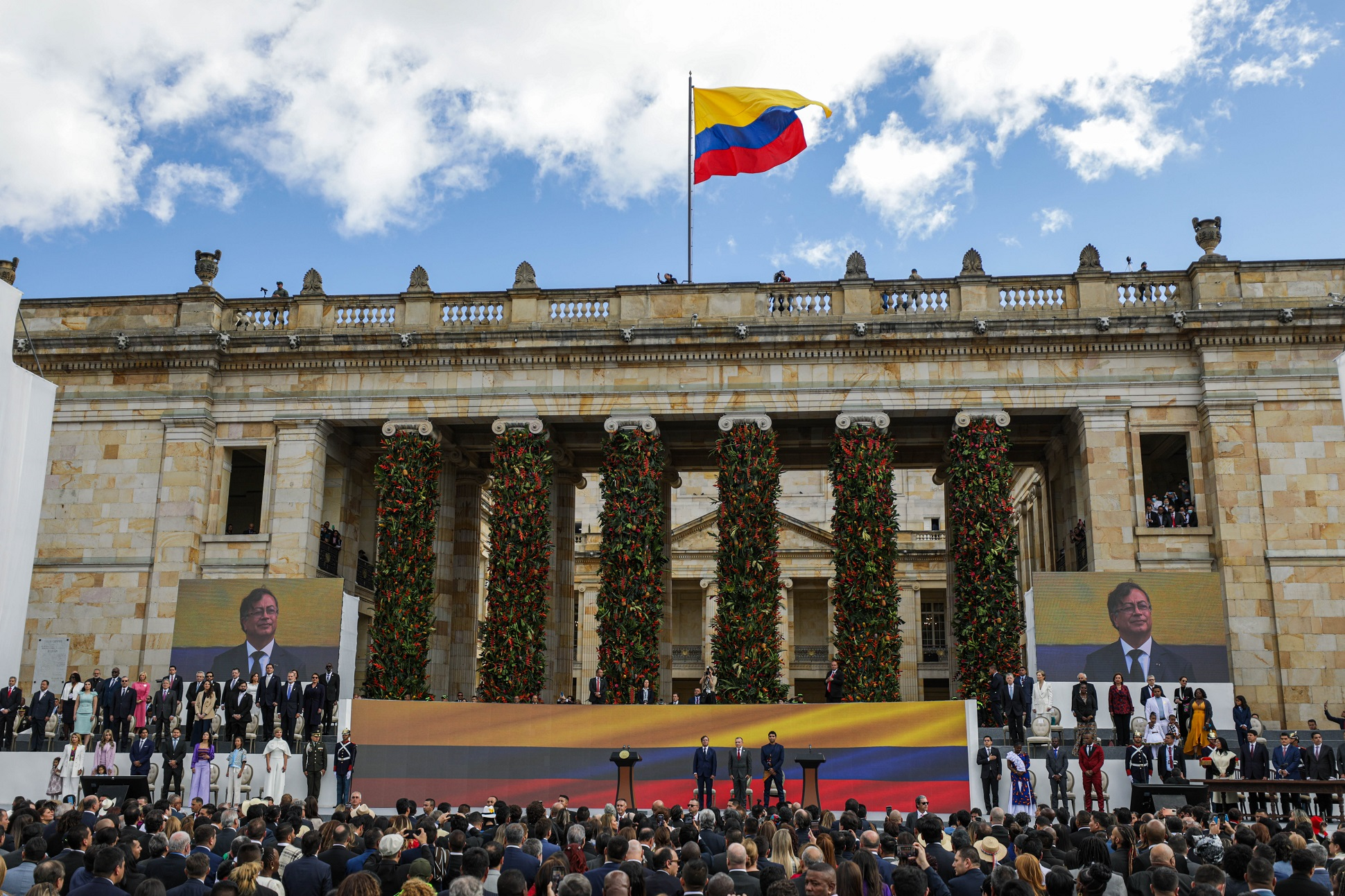
Ceremonia de la toma de poder del 7 de agosto.

En el momento del juramento de Petro, el presidente del congreso Roy Barreras sorpresivamente llamó a la tarima a la senadora María José Pizarro, hija de Carlos Pizarro, el asesinado líder del Movimiento 19 de abril (M-19), y en un acto simbólico le dio la oportunidad de imponer la banda presidencial a Petro, banda que tradicionalmente es impuesta por el presidente del congreso. Barreras le impuso al presidente un prendedor de la paloma de la paz.

#### Espada de Simón Bolívar
Días antes del evento inaugural, Petro había solicitado la presencia de la espada de Simón Bolívar en el acto de posesión, en referencia al hecho histórico del llamado «robo de la espada» por parte del M-19, quienes lo veían como una «recuperación de la espada para el pueblo». Sin embargo el presidente saliente Iván Duque y su gobierno pusieron varios obstáculos y finalmente negaron dicha solicitud. Inmediatamente tras tomar juramento, Petro solicitó a la casa militar llevar la espada a la toma de posesión. Dicha petición, que se convertiría en su primera orden como mandatario, provocó un inusual receso durante la ceremonia. La espada finalmente llegó y ya habiendo Petro tomado juramento a la vicepresidenta Francia Márquez, pronunció su primer discurso como presidente.

## Gabinete ministerial
| Cargo                                       | Titular              | Cargo                                                        | Titular             |
| ------------------------------------------- | -------------------- | ------------------------------------------------------------ | ------------------- |
| Ministro del Interior                       | Armando Benedetti    | Ministro de Relaciones Exteriores                            | Rosa Villavicencio  |
| Ministerio de Hacienda y Crédito Público    | Germán Ávila         | Ministerio de Justicia y del Derecho                         | Eduardo Montealegre |
| Ministerio de Defensa Nacional              | Pedro Sánchez        | Ministerio de Agricultura y Desarrollo Rural                 | Martha Carvajalino  |
| Ministerio de Salud y Protección Social     | Guillermo Jaramillo  | Ministerio de Trabajo                                        | Antonio Sanguino    |
| Ministerio de Minas y Energía               | Edwin Palma          | Ministerio de Comercio, Industria y Turismo                  | Diana Morales       |
| Ministerio de Educación Nacional            | Daniel Rojas         | Ministerio de Ambiente y Desarrollo Sostenible (e)           | Irene Vélez (e)     |
| Ministerio de Vivienda, Ciudad y Territorio | Helga Rivas          | Ministerio de Tecnologías de la Información y Comunicaciones | Julián Molina       |
| Ministerio de Transporte                    | María Fernanda Rojas | Ministerio de las Culturas, las Artes y los Saberes          | Yannai Kadamani     |
| Ministerio del Deporte                      | Patricia Duque       | Ministerio de Ciencia, Tecnología e Innovación               | Yesenia Olaya       |
| Ministerio de Igualdad y Equidad            | Juan Carlos Florián  |                                                              |                     |

Petro nombró a 14 de sus 19 ministros antes de su posesión como presidente, una vez finalizada la ceremonia de posesión designó a 3 más y una semana después al ministro faltante. Los ministros y ministras del primer gabinete fueron parte de lo que Petro llamó «Acuerdo Nacional» que incluye a la coalición Pacto Histórico y a los partidos que se declararon «De Gobierno» ante el Consejo Nacional Electoral (CNE), además de ministros que no tienen militancia en partidos. El gabinete fue compuesto de manera paritaria entre hombres y mujeres.

### Cambios de gabinete

#### Reestructuración del gabinete en 2023

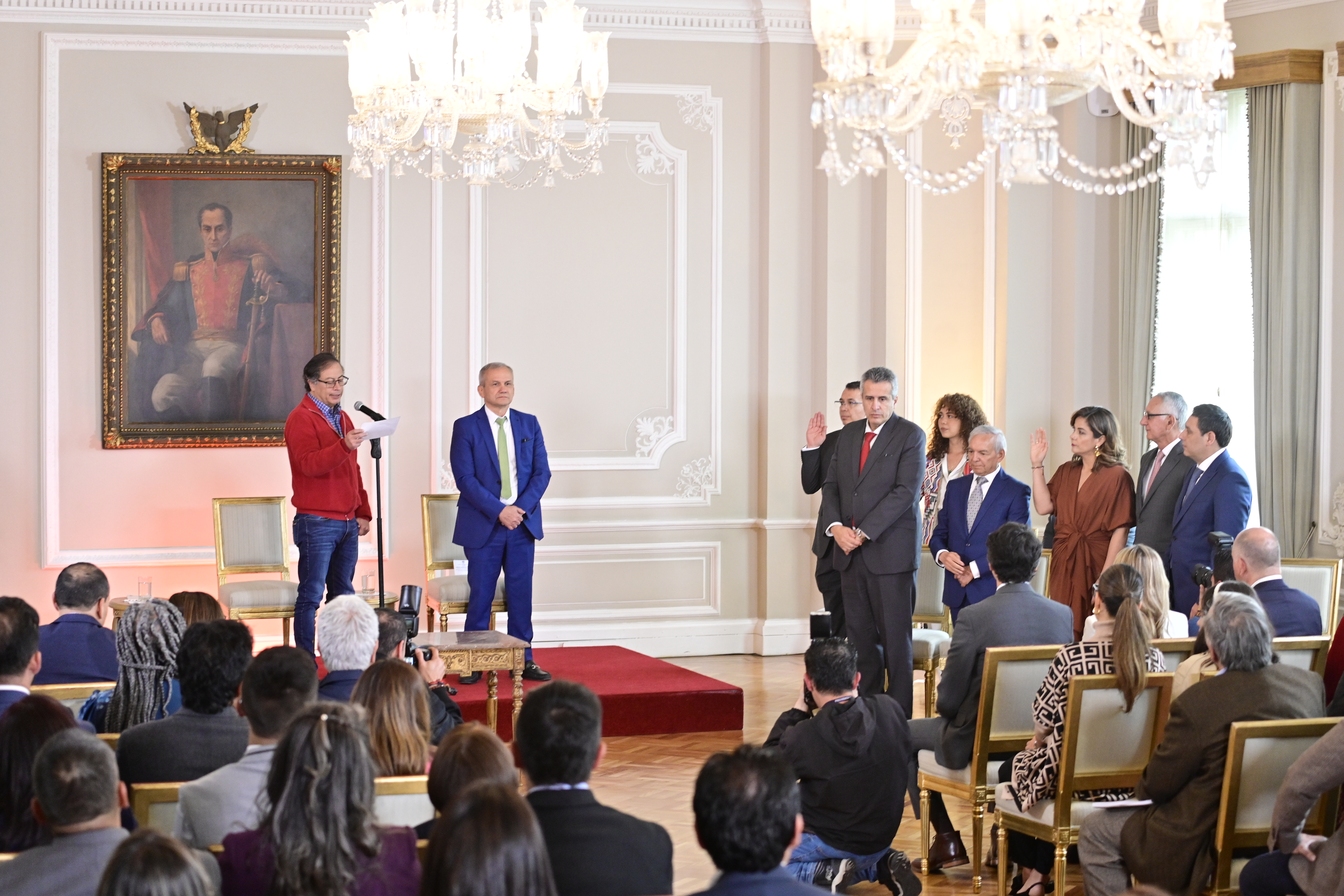
Posesión de los nuevos ministros, luego de la crisis.

Durante el año 2023, el gobierno del presidente Gustavo Petro llevó a cabo dos ajustes significativos en su gabinete ministerial. Estos cambios ocurrieron en un contexto de dificultades para la aprobación de varias reformas clave en el Congreso de la República. Diversos medios de comunicación se refirieron a este hecho como una «crisis ministerial», mientras que el gobierno lo presentó como una reestructuración necesaria para fortalecer su agenda de reformas.
El 27 de febrero de 2023, Petro en una alocución presidencial anunció el relevo de tres ministros, Alejandro Gaviria quien sería sustituido por Aurora Vergara, Patricia Ariza, sustituida por Jorge Zorro (e), y María Isabel Urrutia, sustituida por Astrid Rodríguez. Estos cambios marcaron el inicio de una serie de modificaciones en el gabinete durante el año.
El 26 de abril de 2023, el presidente anunció una reestructuración más amplia del gabinete, que incluyó la salida de siete ministros. Entre ellos se encontraban José Antonio Ocampo, titular de Hacienda y responsable de la política económica del gobierno; Alfonso Prada, ministro del Interior; Carolina Corcho, ministra de Salud y principal promotora de la reforma en ese sector; y Cecilia López, ministra de Agricultura. También fueron relevados Arturo Luis Luna, encargado del Ministerio de Ciencia; Sandra Urrutia, ministra de Tecnologías de la Información y Comunicaciones; y Guillermo Reyes, ministro de Transporte.
Las modificaciones en el gabinete generaron reacciones diversas en el ámbito político y económico. Algunos sectores expresaron preocupación por la estabilidad institucional y la dirección de las políticas gubernamentales, mientras que otros respaldaron la decisión presidencial como parte de una estrategia de gobernabilidad.

#### Cambios de gabinete en julio de 2024
En julio de 2024, cerca de cumplir 2 años en el poder, Petro anunció ajustes en su gabinete reemplazando a seis ministros. Helga María Rivas asumió el cargo de Ministra de Vivienda, Ciudad y Territorio, reemplazando a Catalina Velasco. Además, Ángela María Buitrago fue nombrada Ministra de Justicia en lugar de Néstor Osuna, y Martha Carvajalino asumió la Ministra de Agricultura y Desarrollo Rural, sucediendo a Jhenifer Mojica. También se produjeron cambios en el Ministerio de Transporte, con María Constanza García tomando el cargo en lugar de William Camargo, y en el Ministerio del Interior, donde Juan Fernando Cristo reemplazó a Luis Fernando Velasco. Finalmente, Daniel Rojas Medellín fue designado Ministro de Educación, sucediendo a Aurora Vergara. Según el gobierno, estos cambios fueron parte de un esfuerzo por ajustar el equipo ministerial a mitad de mandato con el fin de fortalecer la gestión y avanzar en su agenda de reformas.

#### Cambios de gabinete en febrero de 2025

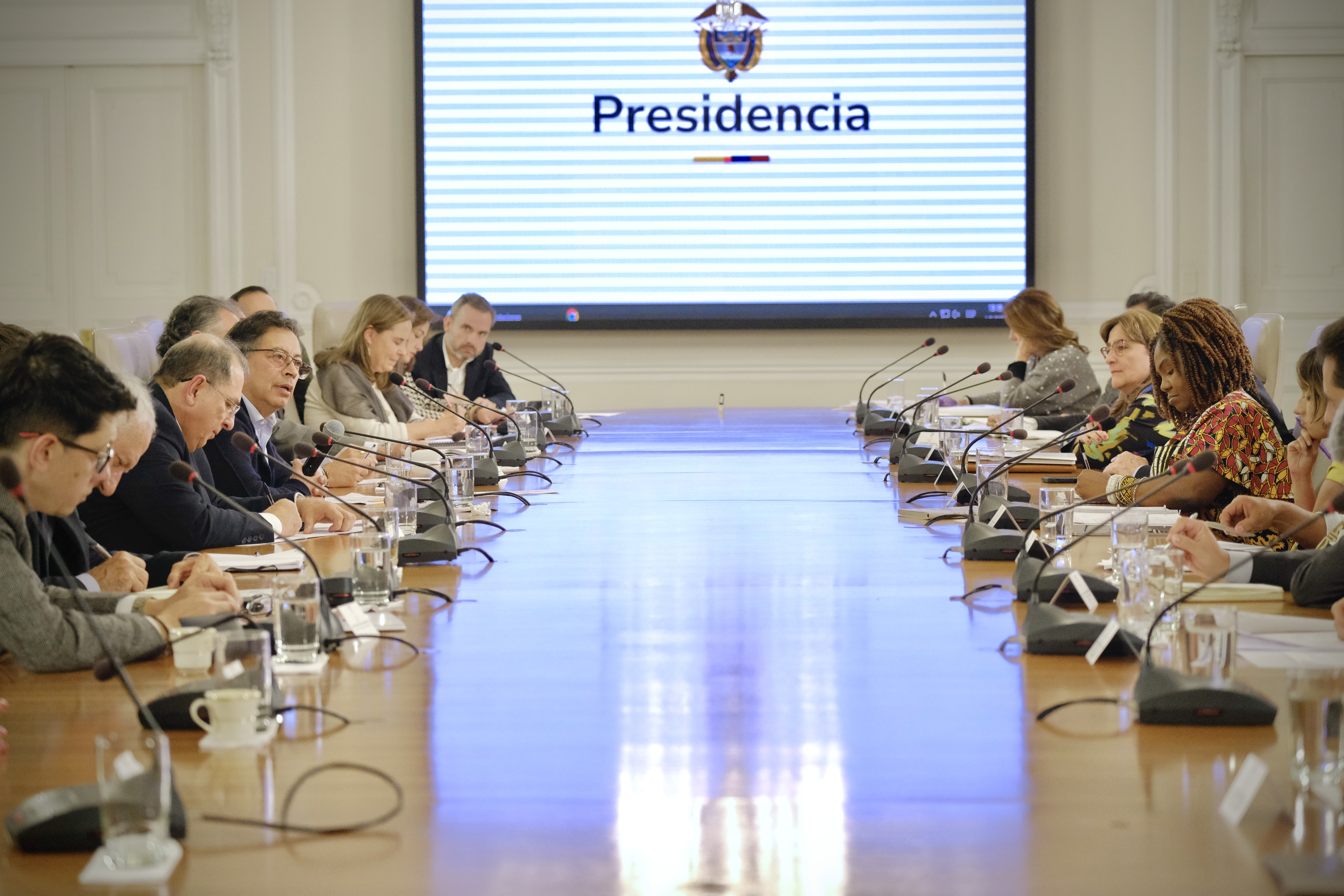
Consejo de ministros televisado que desencadenó en varios cambios de gabinete

A finales de febrero de 2025, el gabinete de Petro tuvo nuevos cambios de varios ministros. A partir de la emisión de un consejo ministerial televisado y la llegada de Armando Benedetti como Jefe de Gabinete y más tarde ministro del interior, se generaron varias renuncias y ajustes. Entre ellos los más significativos tuvieron que ver con la salida de tres de los ministros que venían en sus carteras desde el inicio, Gloria Inés Ramírez, Ivan Velásquez y Susana Muhamad así como la terminación de la vicepresidenta Francia Márquez como ministra de Igualdad y Equidad.

## Alineación de los partidos
Desde la creación del «Estatuto de la Oposición» en julio de 2018, los partidos políticos con personalidad jurídica en Colombia deben optar por declararse en «Oposición», «Independencia» o «De Gobierno». Quienes se declaren en independencia u oposición no podrán ser designados en cargos de autoridad política, civil o administrativa en el gobierno, pero tendrán acceso a derechos como el derecho a réplica, financiación adicional y acceso a medios de comunicación. Aquellas personas que se retiren de una colectividad declarada en oposición o independencia tampoco podrán formar parte del gobierno dentro de los siguientes 12 meses a su retiro de la colectividad. El plazo para dicha definición fue hasta el 7 de septiembre de 2022, un mes de iniciado el mandato, y solo puede modificarse una vez durante la duración del gobierno.
Los partidos que hicieron inicialmente su declaratoria como partidos «de gobierno», además de aquellos que conforman el Pacto Histórico, fueron el Partido Alianza Verde, Partido Liberal, la Alianza Social Independiente, Comunes, Partido de la U, el Partido Conservador, el Partido Demócrata Colombiano, el Partido Ecologista Colombiano y el Partido la Fuerza de la Paz.
Los partidos que se declararon «en oposición» fueron, el Centro Democrático, Liga de Gobernantes Anticorrupción, Partido Verde Oxígeno y el Movimiento de Salvación Nacional, si bien los dos últimos no cuentan con representación en el congreso. El Nuevo Liberalismo manifestó su «independencia», así mismo el Partido MIRA y el partido Colombia Justa Libres, igualmente lo hicieron los dos congresistas elegidos con el aval del Partido Verde Oxígeno, Humberto de La Calle y Daniel Carvalho Mejía, si bien el partido se declaró en oposición y expulsó a los congresistas.
El partido Cambio Radical se declaró en el año 2022 como «independiente», pero modificó su posición en marzo de 2023 pasando a ser «de oposición», apelando al estatuto de oposición que permite modificar dicha declaración por una única vez durante el cuatrenio presidencial.

### Ruptura con los partidos tradicionales

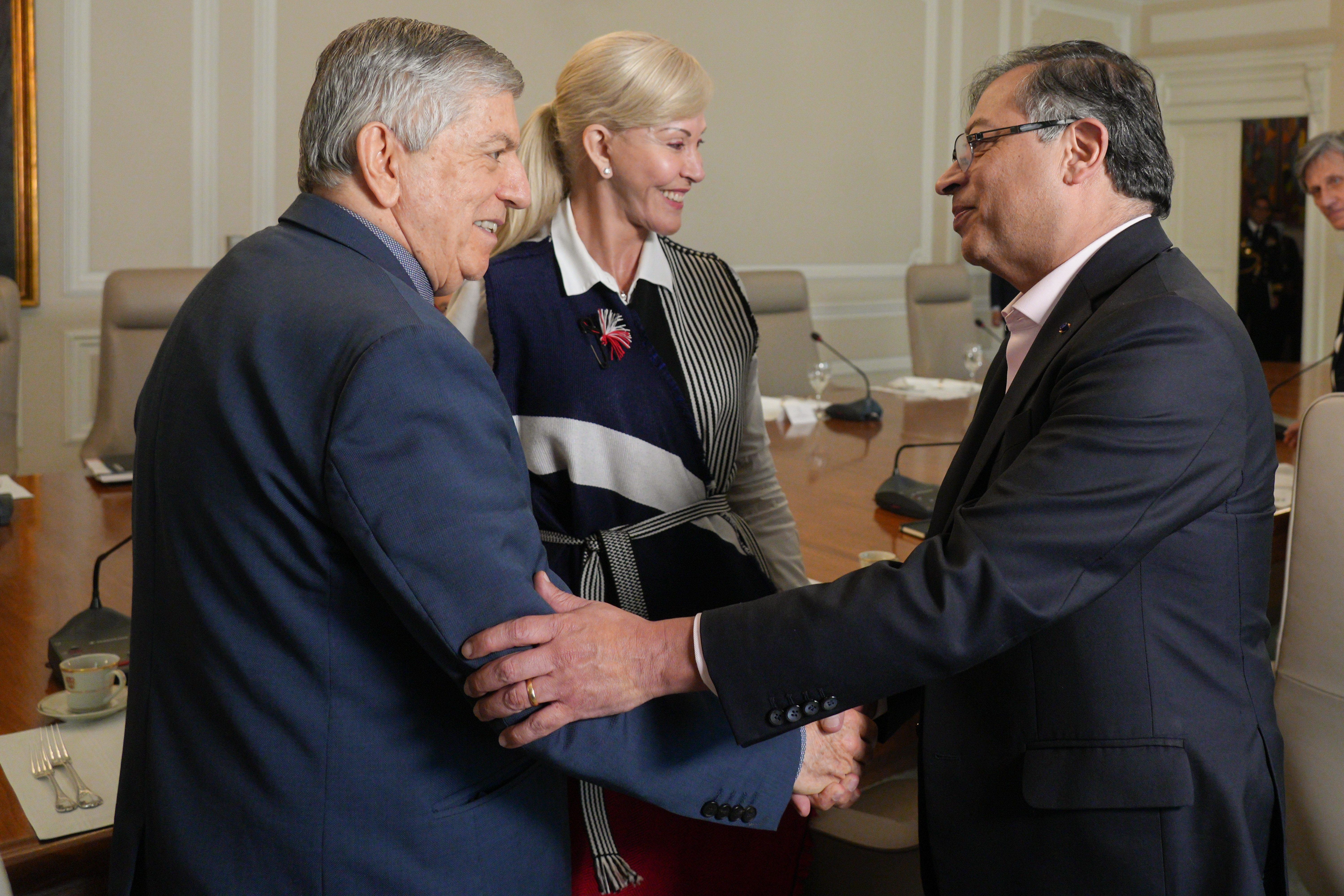
Reunión con líderes de los partidos tradicionales meses antes de la ruptura de 2023

A finales de abril de 2023, el presidente Petro anunció que la coalición que se había formado «había terminado», esto tras la oposición de los partidos tradicionales Conservador, La U y Liberal a la reforma de salud del gobierno. Al día siguiente Petro hizo un cambio de gabinete en el que reemplazó a siete ministros incluyendo dos que eran considerados como representación política de los partidos, Guillermo Reyes, Conservador, y Sandra Urrutia, de La U, el presidente también pidió la renuncia de otros funcionarios que pertenecían a dichos partidos como el presidente de Coljuegos, Roger Carrillo. Tras este anuncio dichos partidos manifestaron que evaluarían si modifican su posición ante el gobierno en el legislativo ya sea pasando a la independencia o a la oposición, o si permanecen en el gobierno, posición que solo puede modificarse por una sola vez durante la duración del gobierno y les quitaría la posibilidad de participar de los cargos en el mismo. El relevo de otros ministros que no pertenecía a los partidos tradicionales se dio después de que Petro hubiera hecho un corte de cuentas de cada ministerio y pedido la renuncia protocolaria a todo su gabinete tras evaluar el cumplimiento de las metas, y cuestionó en un discurso público en Zarzal, Valle del Cauca, el desempeño de algunos ministros sin mencionarlos puntualmente.
Ante estos hechos, el 2 de mayo de 2023, el partido Conservador cambió su declaratoria y pasó de ser partido «de gobierno» a ser «independiente», y el 16 de mayo el partido de la U tomó la misma decisión. En mayo de 2023 el Partido Liberal decidió mayoritariamente no cambiar su declaración de respaldo frente al gobierno, pero en enero de 2025 se declaró en independencia en un intento de evadir posibles sanciones del gobierno de Donald Trump de Estados Unidos contra personas que apoyaran al gobierno colombiano en los hechos sucedidos durante la crisis diplomática con ese país.

### Posición de los partidos políticos
En esta lista solo se incluyen los partidos políticos con personería jurídica.

| Partido político                         | Posición frente al gobierno              |
| Coalición de Gobierno (Acuerdo Nacional) | Coalición de Gobierno (Acuerdo Nacional) |
| ---------------------------------------- | ---------------------------------------- |
| Unión Patriótica                         | Oficialismo (Pacto Histórico)            |
| Colombia Humana                          | Oficialismo (Pacto Histórico)            |
| Partido Comunista Colombiano             | Oficialismo (Pacto Histórico)            |
| Partido del Trabajo de Colombia          | Oficialismo (Pacto Histórico)            |
| Polo Democrático Alternativo             | Oficialismo (Pacto Histórico)            |
| Movimiento Alternativo Indígena y Social | Oficialismo (Pacto Histórico)            |
| Partido Comunes                          | Oficialismo (Pacto Histórico)            |
| Alianza Verde                            | Gobierno                                 |
| Esperanza Democrática                    | Gobierno                                 |
| Autoridades Indígenas de Colombia        | Gobierno                                 |
| Colombia Renaciente                      | Gobierno                                 |
| La Fuerza De la Paz                      | Gobierno                                 |
| Partido Demócrata Colombiano             | Gobierno                                 |
| Partido Ecologista Colombiano            | Gobierno                                 |
| Partidos declarados en independencia     | Gobierno                                 |
| Partido Liberal Colombiano               | Independiente                            |
| Partido Conservador Colombiano           | Independiente                            |
| Partido de la Unión por la Gente         | Independiente                            |
| Partido MIRA                             | Independiente                            |
| Nuevo Liberalismo                        | Independiente                            |
| Alianza Social Independiente             | Independiente                            |
| Colombia Justa Libres                    | Independiente                            |
| Dignidad y Compromiso                    | Independiente                            |
| Alianza Democrática Amplia               | Independiente                            |
| Partido Verde Oxígeno                    | Independiente                            |
| Partidos declarados en oposición         |                                          |
| Centro Democrático                       | Oposición                                |
| Cambio Radical                           | Oposición                                |
| Liga de Gobernantes Anticorrupción       | Oposición                                |
| Movimiento de Salvación Nacional         | Oposición                                |

## Plan de Desarrollo

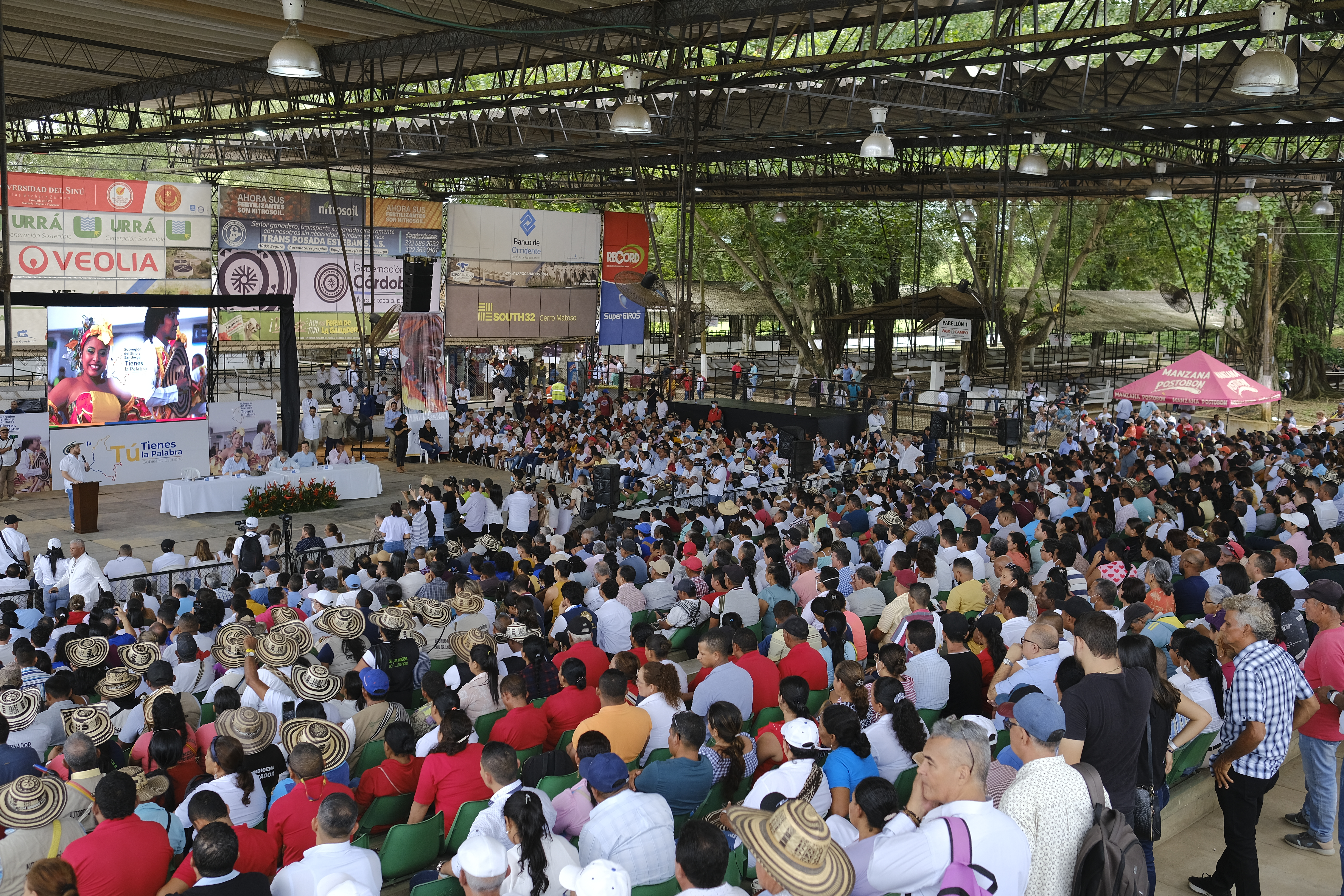
Diálogo Regional Vinculante en Montería, Córdoba.

Para la creación del Plan de Desarrollo del gobierno, Petro implementó los llamados Diálogos Regionales Vinculantes buscando que la comunidad participe en la creación del plan que regirá en el gobierno 2022-2026. Dichos diálogos se llevaron a cabo en varias regiones del país con la participación de la ciudadanía, ministros y funcionarios del gobierno en particular Jorge Iván González director del Departamento Nacional de Planeación y el entonces consejero presidencial para las regiones Luis Fernando Velasco. En febrero de 2023 se radicó en el congreso el proyecto de 200 páginas llamado «Colombia Potencia Mundial de la Vida» que contempla grandes reformas como la agraria, salud, pensiones, laboral, justicia entre otras.
El Plan Nacional de Desarrollo de Colombia se llama "Colombia, potencia mundial de la vida" (2022-2026), fue aprobado el 5 de mayo de 2023 por el Congreso de la República en la Ley 2294 de 2023 y fue sancionado por el presidente de Colombia, Gustavo Petro Urrego el 19 de mayo de 2023, en el resguardo indígena Remanso de Chorrobocón, en el departamento de Guainía.

## Economía

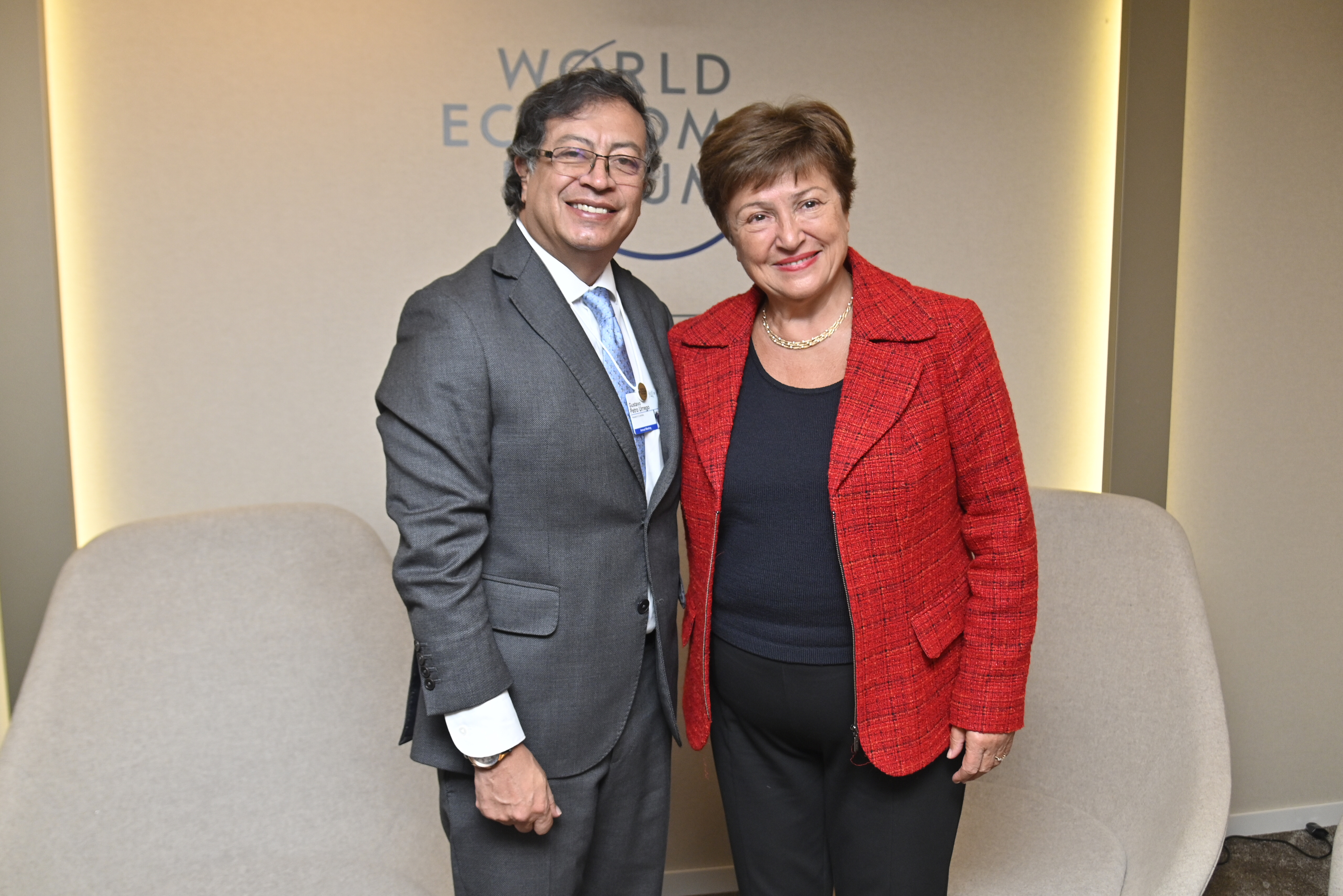
El presidente Gustavo Petro se reúne con Kristina Georgieva, Directora gerente del Fondo Monetario Internacional.

Gustavo Petro fue investido presidente en un contexto económico difícil. La pandemia de Covid-19 incrementó fuertemente los niveles de deuda del país, el peso colombiano perdió un 15% de su valor frente al dólar y la inflación es del 11% interanual en agosto de 2022, una de las tasas más altas de América Latina. Además, Colombia ha estado históricamente azotada por una profunda desigualdad y la tasa oficial de pobreza se sitúa cerca del 40%.
Aunque ante la elección de Petro en 2022 varios analistas y opositores auguraron el aumento desmesurado del dólar por encima de los 5 mil pesos colombianos y la fuga de capitales, esto no ocurrió y por el contrario la economía permaneció estable y el dólar alcanzó mínimos históricos.
Algunos sectores gremiales y de oposición han tenido críticas en el manejo económico a pesar de las cifras de crecimiento. En abril de 2025 los líderes gremiales como Jaime Alberto Cabal, presidente de la Federación Nacional de Comerciantes, hablaron de «cifras modestas de crecimiento», lo que Petro criticó culpando a Junta Directiva del Banco de la República de estar alineada con sectores de oposición para no bajar las tasas de interés deteniendo el crecimiento económico. Petro y los sectores gremiales han mantenido relaciones tensas durante el transcurso de su gobierno, con los líderes gremiales como Bruce Mac Master, Camilo Sánchez Ortega, Jaime Alberto Cabal criticando las reformas propuestas por el ejecutivo y el presidente Petro culpando a los gremios de estar alineados políticamente con la oposición.
Ante la crisis económica global, Gustavo Petro se mostró muy crítico con la política monetaria estadounidense, acusándola de "arruinar todas las economías del mundo". Las repetidas subidas de los tipos de interés por parte del Sistema de la Reserva Federal (Fed) provocaron un fuerte aumento de la deuda y la fuga de capitales de los países latinoamericanos.
A pesar de los temores sobre el déficit presupuestario y las repercusiones de las políticas de Donald Trump, la situación económica de Colombia ha mejorado entre 2022 y 2025, con una aceleración del crecimiento, especialmente en la agricultura, y una caída de la inflación y el desempleo.

### Salario mínimo
Durante el gobierno Petro el salario mínimo ha experimentado aumentos significativos según el gobierno con el objetivo de mejorar el poder adquisitivo de los trabajadores y reducir la desigualdad. En 2023, el salario mínimo subió un 16%, pasando de $1.000.000 a $1.160.000 COP, acompañado de un incremento en el auxilio de transporte. Para 2024, el aumento fue del 12%, fijándolo en $1.300.000 COP, con un auxilio de transporte de $162.000 COP. 

En 2025, se decretó un incremento del 9,54%, elevando el salario mínimo a $1.423.500 COP y el auxilio de transporte a $200.000 COP.
Estas alzas han sido justificadas por la administración como necesarias para compensar la inflación y fortalecer la economía popular, aunque han generado debates sobre su impacto en la generación de empleo y la informalidad laboral.

### Reforma tributaria
El 8 de agosto, un día después de haberse posesionado, el nuevo gobierno presentó la reforma tributaria que venía trabajando el designado ministro José Antonio Ocampo junto con otros economistas incluido el también designado director de impuestos Luis Carlos Reyes. La reforma presentada planteó el objetivo de recaudar entre 25 y 26 billones de pesos adicionales (unos 6 mil millones de dólares) para poder cumplir con los programas sociales prometidos durante la campaña que buscan, según el gobierno, reducir la desigualdad social. El gobierno ha argumentado que es una reforma progresiva y no tendrá un impacto negativo en las clases menos favorecidas gravando principalmente a las personas naturales que tengan salarios superiores a 10 millones de pesos (alrededor de 2,400 dólares estadounidenses para agosto de 2022). El ministro Ocampo afirmó que “la reforma es la más progresiva de la historia”. Mientras que miembros de la oposición, algunos gremios empresariales como la ANDI y analistas de medios críticos del gobierno reaccionaron negativamente al proyecto, en particular la propuesta del llamado impuesto saludable que grava las bebidas azucaradas y los alimentos ultraprocesados, que según afirman algunos, afectarán a las clases más populares. El ministro Ocampo envió mensaje de urgencia al congreso para agilizar el trámite con el objetivo de que la reforma fuera aprobada antes de finalizar el año 2022. En los primeros días de noviembre, la reforma fue aprobada tanto en senado como en cámara con algunas modificaciones, en particular se destacó la exclusión del impuesto a pensiones altas. El recaudo proyectado terminó reducido a 20 billones de los 25 inicialmente planteados.

#### Votación en el legislativo
| Ley                     | Cámara | Fecha                                                       | Voto |    |    |    |    |    |    |    |   |   |   |   |   |   |    |   |        |   |   |   |        | Mixto | Total   |
| ----------------------- | ------ | ----------------------------------------------------------- | ---- | -- | -- | -- | -- | -- | -- | -- | - | - | - | - | - | - | -- | - | ------ | - | - | - | ------ | ----- | ------- |
| Ley de Inversión Social | Cámara | 4 de noviembre de 2022 Mayoría requerida: Absoluta (95/188) | Sí   | 27 | 3  | 33 |    |    | 16 | 15 | 5 |   |   |   |   | 1 | 16 | 2 | 1      | 1 | 1 | 1 | 1      | 2     | 125/188 |
| Ley de Inversión Social | Cámara | 4 de noviembre de 2022 Mayoría requerida: Absoluta (95/188) | No   |    |    |    | 16 | 2  |    |    |   |   | 2 |   |   |   |    |   |        |   |   |   | 20/188 |       |         |
| Ley de Inversión Social | Cámara | 4 de noviembre de 2022 Mayoría requerida: Absoluta (95/188) | Abs. |    | 24 |    |    | 16 |    |    |   | 1 | 1 |   |   |   |    |   |        |   |   |   | 42/188 |       |         |
| Ley de Inversión Social | Cámara | 4 de noviembre de 2022 Mayoría requerida: Absoluta (95/188) | Aus. |    |    |    |    |    |    |    |   |   |   |   |   |   |    |   |        |   |   | 1 | 1/188  |       |         |
| Ley de Inversión Social |        |                                                             |      |    |    |    |    |    |    |    |   |   |   |   |   |   |    |   |        |   |   |   |        |       |         |
| Ley de Inversión Social | Senado | 3 de noviembre de 2022 Mayoría requerida: Absoluta (55/108) | Sí   | 20 | 1  | 13 |    |    | 10 | 8  | 5 | 4 |   |   |   | 1 |    |   |        |   | 1 |   |        | 1     | 64/108  |
| Ley de Inversión Social | Senado | 3 de noviembre de 2022 Mayoría requerida: Absoluta (55/108) | No   |    |    |    | 12 | 1  |    |    |   |   |   |   |   |   |    |   | 13/108 |   |   |   |        |       |         |
| Ley de Inversión Social | Senado | 3 de noviembre de 2022 Mayoría requerida: Absoluta (55/108) | Abs. |    | 14 |    |    | 10 |    |    |   |   | 3 |   | 1 |   |    |   | 28/108 |   |   |   |        |       |         |
| Ley de Inversión Social | Senado | 3 de noviembre de 2022 Mayoría requerida: Absoluta (55/108) | Aus. |    |    | 1  | 1  |    |    |    |   |   |   | 1 |   |   |    |   | 3/108  |   |   |   |        |       |         |
| Referencias:            |        |                                                             |      |    |    |    |    |    |    |    |   |   |   |   |   |   |    |   |        |   |   |   |        |       |         |

## Orden público

### Paz Total

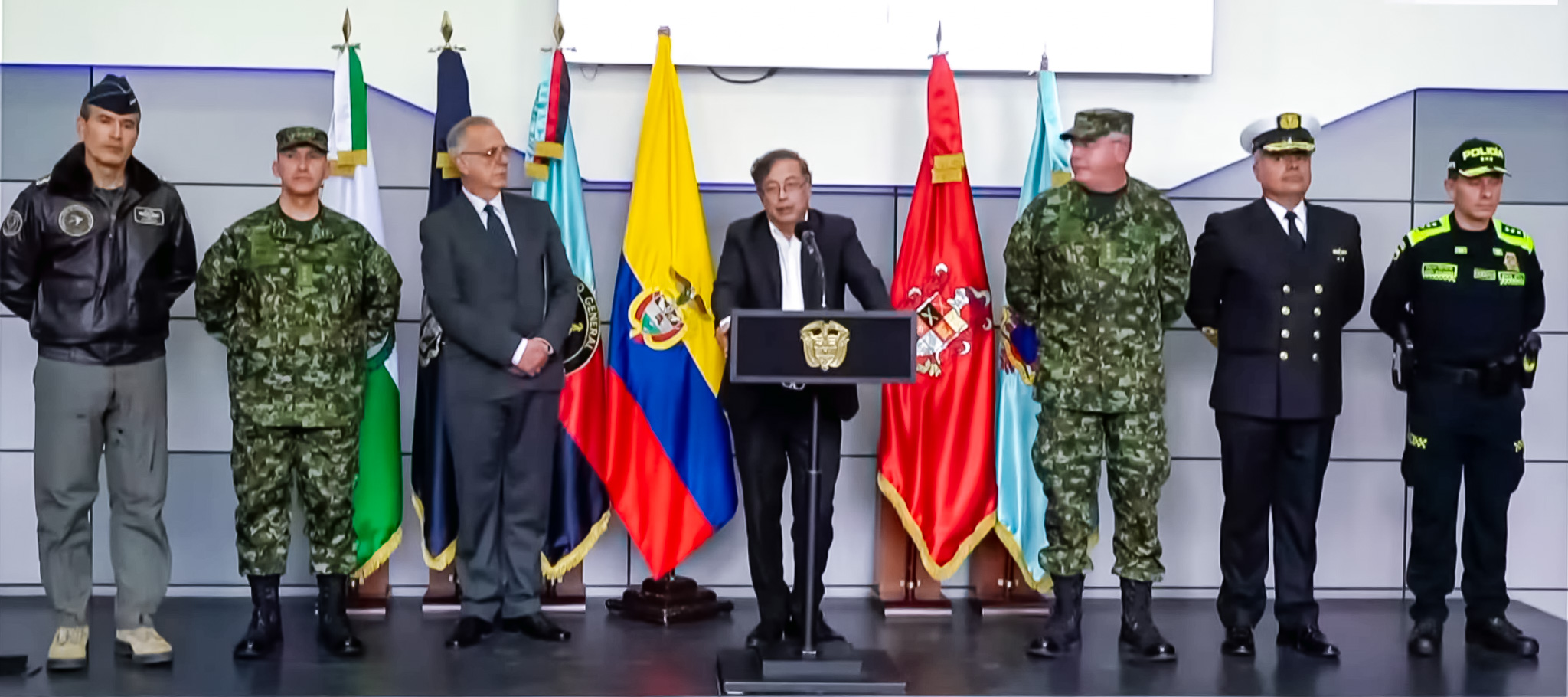
Gustavo Petro y el ministro de defensa Iván Velásquez presentando al designado Estado Mayor Conjunto.

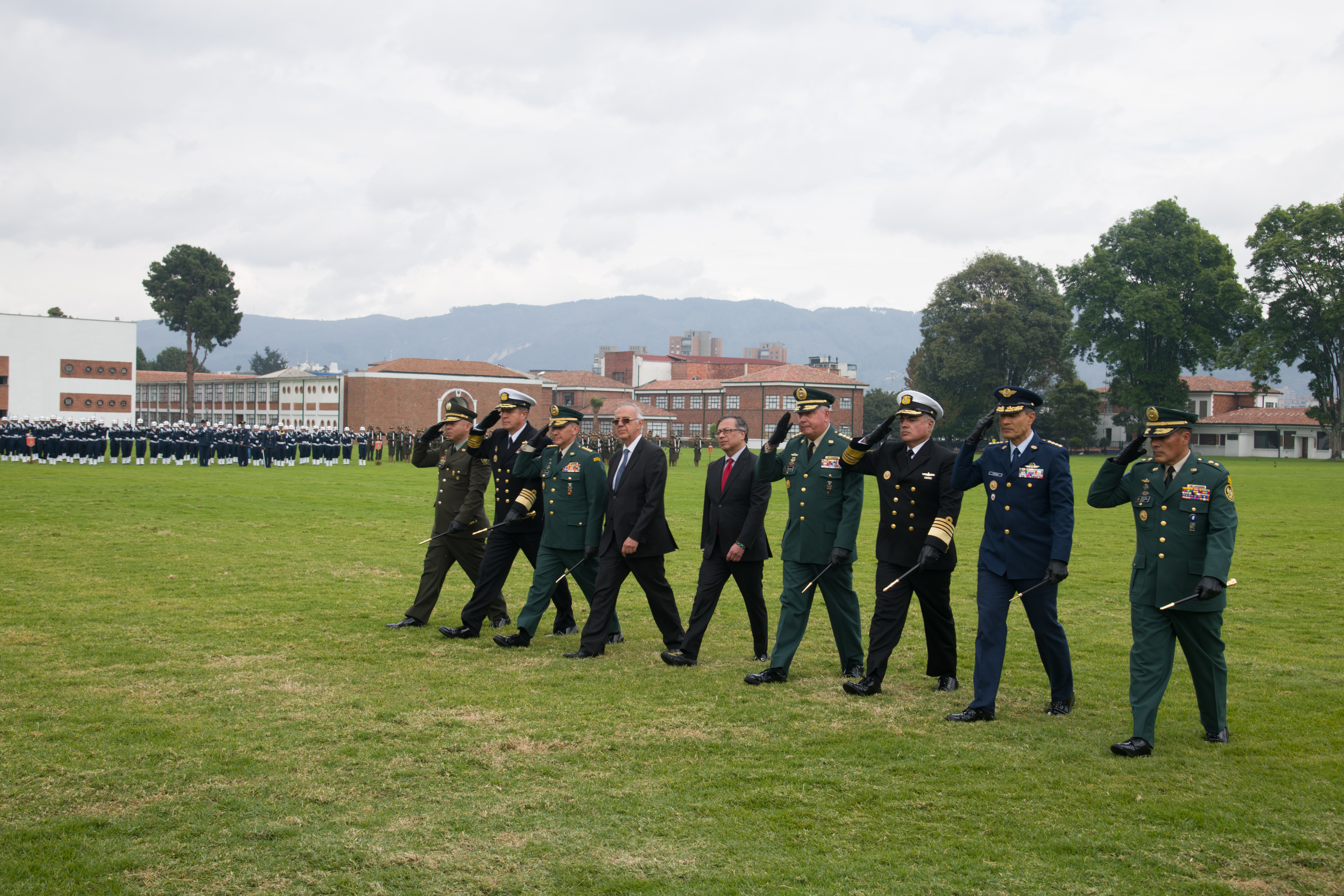
El presidente y el ministro de defensa en la ceremonia de asensos de generales de las fuerzas armadas.

Una de las consignas principales del gobierno de Gustavo Petro es la ley llamada «Paz Total» que fue la primera ley sancionada por Petro después de que fuera aprobada en el Congreso a inicios de noviembre de 2022. Como explicó el mandatario, esta ley no se suscribe únicamente al Ministerio de Defensa, sino que es transversal a todas las entidades del gobierno. La ley de Paz Total consiste en implementar los acuerdos de paz ya firmados con gobiernos anteriores y además buscar mecanismos de negociación con otros grupos armados ilegales en rebelión contra el Estado. También consiste en buscar mecanismos de sometimiento a la justicia con rebaja de penas para aquellos grupos armados que se dedican principalmente al tráfico de drogas y otras actividades ilícitas pero que no son considerados actores políticos insurgentes. Igualmente la ley incluye el cambio del servicio militar obligatorio para hombres por el servicio social obligatorio para todos los géneros.
En marzo de 2023, Petro anunció la suspensión del cese al fuego y la reactivación de operaciones militares contra el Clan del Golfo, uno de los principales grupos armados criminales del país, y uno de las primeros en acogerse a la política de Paz Total, tras un ataque con fusil del clan a policías, acaecido en el Bajo Cauca antioqueño.

### Diálogos con el ELN

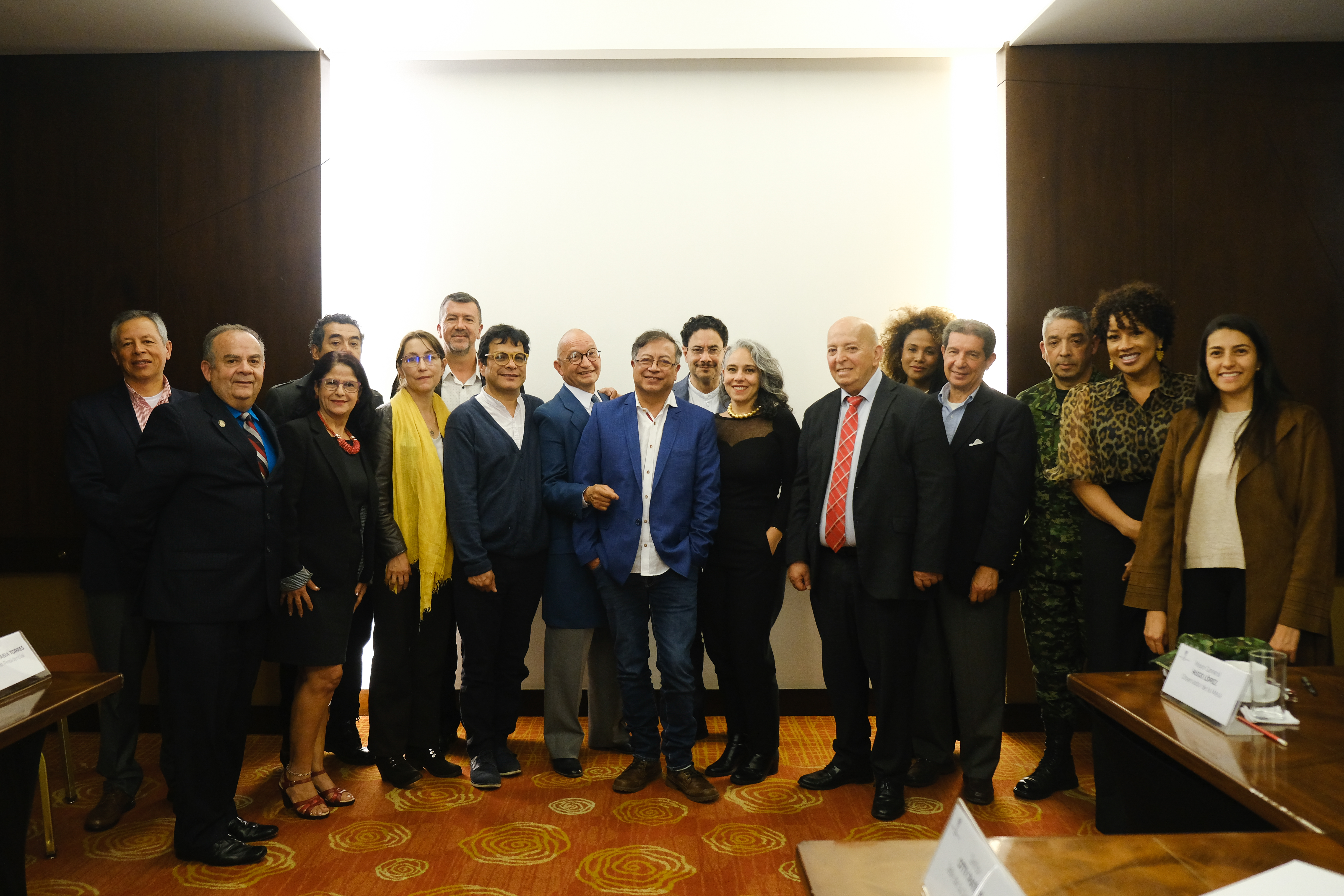
Reunión con los negociadores de paz con el ELN.

En el marco de la llamada «Ley de Paz Total» el gobierno inició diálogos por medio del comisionado de paz Danilo Rueda con el Ejército de Liberación Nacional. El 17 de noviembre de 2022 durante el Congreso Nacional de Ganaderos, el presidente Petro le pidió públicamente a José Félix Lafaurie, presidente del gremio de ganaderos Fedegan y otrora uno de sus mayores contradictores políticos, hacer parte del equipo negociador para dichos diálogos, invitación que Lafaurie aceptó.
El 31 de diciembre de 2022, Petro anunciaría la negociación de una tregua con esta guerrilla. Tres días después el ELN desmentiría que se hubiese llegado a tal acuerdo. Antonio García, líder de esa guerrilla, declaró que no existían las condiciones para un alto al fuego duradero. El anuncio y el posterior reversazo fueron ampliamente comentados y criticados.

### Reformas a la Fuerza Pública

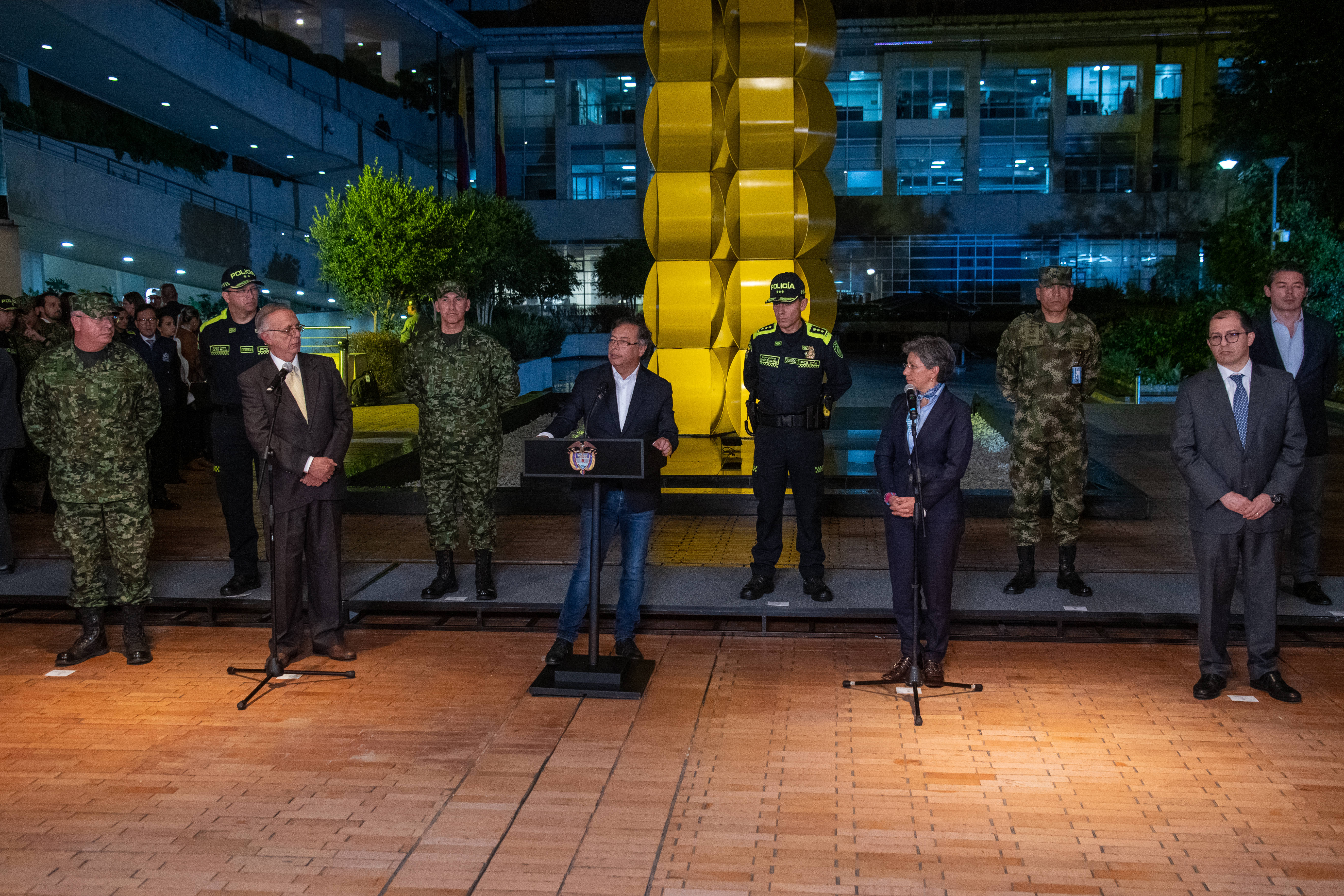
Consejo de seguridad en Bogotá del presidente junto a la alcaldesa y el ministro de Defensa.

Uno de los temas surgidos en el enfoque del ministerio de defensa en cabeza del ministro Iván Velásquez es la llamada «seguridad humana» que busca que la Fuerza Pública cumpla estrictamente con los protocolos de respeto a los derechos humanos con el fin de no repetir escándalos sucedidos en gobiernos anteriores como el de los llamados falsos positivos del Ejército Nacional, el bombardeo contra menores de edad de la Fuerza Aérea en campamentos insurgentes, o los asesinatos de civiles por parte de la Policía Nacional durante las protestas de 2021.
Sectores de oposición han criticado el hecho de que el gobierno Petro haya retirado del servicio a un importante número de generales, algunos reportes de prensa hablan de más de 40 generales. En algunos casos los retiros se han dado porque los generales tenían investigaciones en curso. El gobierno admitió que algunos de los generales que salían por cadena de mando terminaban pagando por otros a quienes su retiro si era justificado. La oposición también ha criticado al ministro Velásquez por el manejo del fenómeno de la invasión de tierras en algunos sectores del país. En septiembre de 2022 el ministro Velásquez se comprometió con los sectores ganaderos a actuar de manera decidida junto con la fiscalía para establecer quienes están detrás de dichas invasiones.
Se adelanta también la reforma al Escuadrón Móvil Antidisturbios (Esmad), cuyo desmonte fue una de las promesas de campaña de Petro.
El Esmad pasó a ser la Unidad de Diálogo y Mantenimiento de Orden (Undmo).

### Crisis en el Catatumbo 2025
En 2025, la región del Catatumbo se vio envuelta en una crisis humanitaria debido a ataques armados, desplazamientos forzados, y restricciones a la movilidad.

## Agricultura

### Reforma agraria

#### Compra de tierras

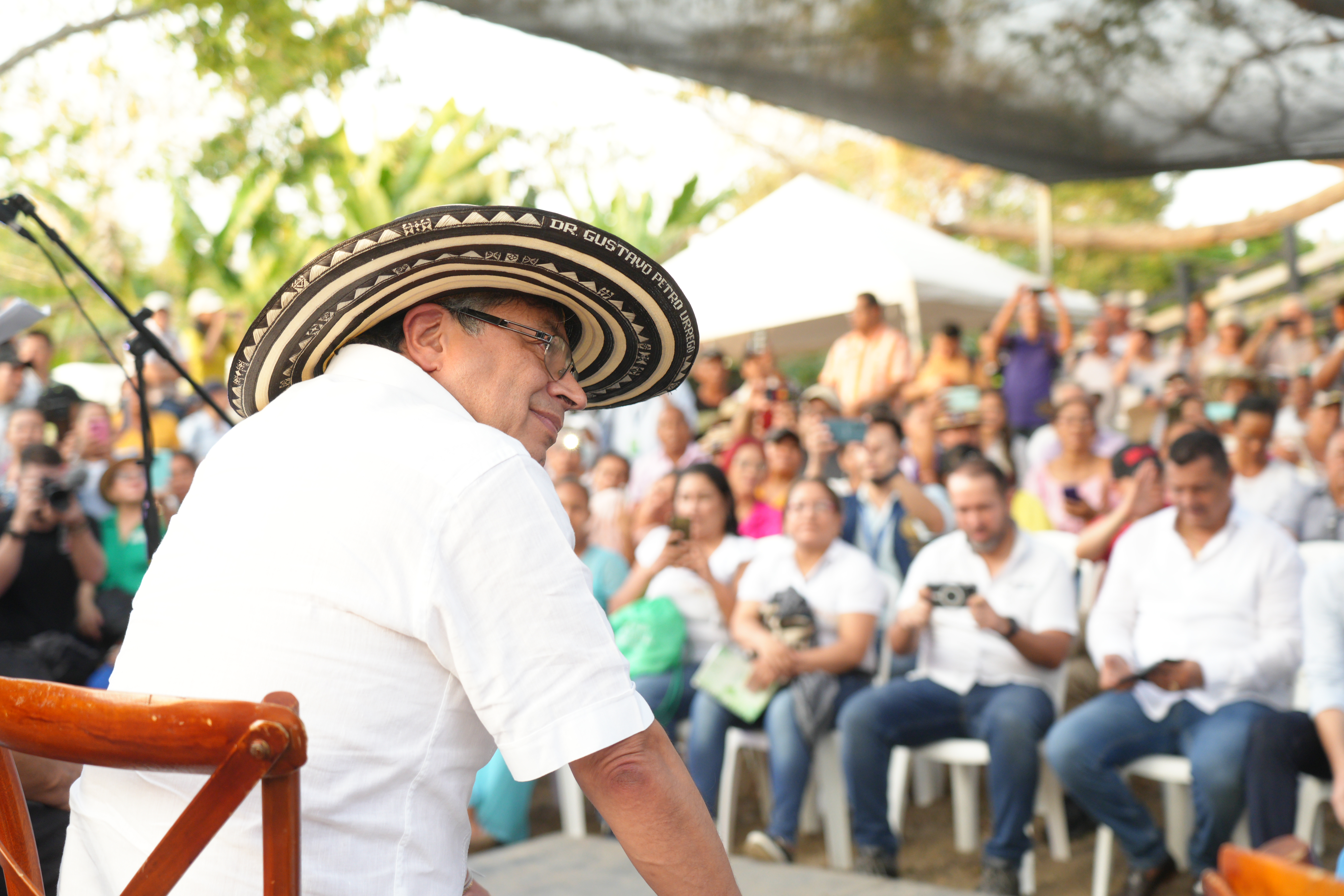
Petro en evento de entrega de tierras en Montería en 2023

En octubre de 2022, la ministra de agricultura Cecilia López, en el marco de impulsar el avance de la llamada Reforma Rural Integral, llegó a un acuerdo con el gremio de ganaderos Fedegan, representado por su presidente José Félix Lafaurie, para que el Gobierno comprara tres millones de hectáreas de tierras aptas para cultivos a los ganaderos, y que sean distribuidas a familias campesinas para producción agroindustrial. Dicho acuerdo causó un importante impacto político y mediático puesto que Lafaurie y algunos sectores ganaderos han sido fuertes opositores de Gustavo Petro y su proyecto político, y estos a su vez han sido vistos con recelo por algunos sectores considerados como progresistas. Lafaurie, que en diferentes oportunidades había tenido fuertes discusiones en redes sociales con Petro aseguró que «el gobierno del presidente Petro es un gobierno de conciliación». En marzo de 2023 la ministra López fue reemplazada debido a su desacuerdo con la inclusión de un artículo en el Plan Nacional de Desarrollo (PND) que buscaba facilitar los procesos de compra de tierras y que algunos sectores de oposición calificaron como «expropiación exprés». En julio de 2024 la Corte Constitucional determinó que la inclusión artículo presentaba vicios de trámite y no cumplía con el debido proceso legislativo.
En 2023, bajo el liderazgo de la ministra Jhenifer Mojica el gobierno Petro logró avances significativos en la reforma agraria al reactivar el Sistema Nacional de Reforma Agraria (SINRADR), lo que permitió una mayor coordinación institucional para la adquisición y adjudicación de tierras. El Sistema Nacional de Reforma Agraria en Colombia fue establecido por la Ley 160 de 1994, pero durante casi tres décadas no fue reglamentado ni implementado. En agosto de 2023, el gobierno del presidente Gustavo Petro reactivó este sistema mediante el Decreto 1406 del 29 de agosto de 2023, con el objetivo de promover una reforma agraria integral y sostenible. Esta reactivación busca articular políticas públicas para la redistribución de tierras y el desarrollo rural, involucrando a diversas entidades estatales y representantes de comunidades campesinas, afrocolombianas e indígenas. A pesar de estos avances en junio de 2024 se reportaba que las metas de ejecución estaban por debajo de las expectativas del gobierno, lo que habría causado la reestructuración del equipo del ministerio y la llegada de la viceministra Caravalino como titular de la cartera en reemplazo de Mojica.
En 2024, bajo el liderazgo de la ministra Martha Carvajalino la reforma agraria continuó avanzando con la adquisición de 448.544 hectáreas, de las cuales 186.116 fueron obtenidas en ese año. Además, se constituyeron 13 nuevas Zonas de Reserva Campesina, abarcando 643.381 hectáreas, y se formalizaron más de 488.000 hectáreas, beneficiando a comunidades campesinas, afrodescendientes e indígenas.

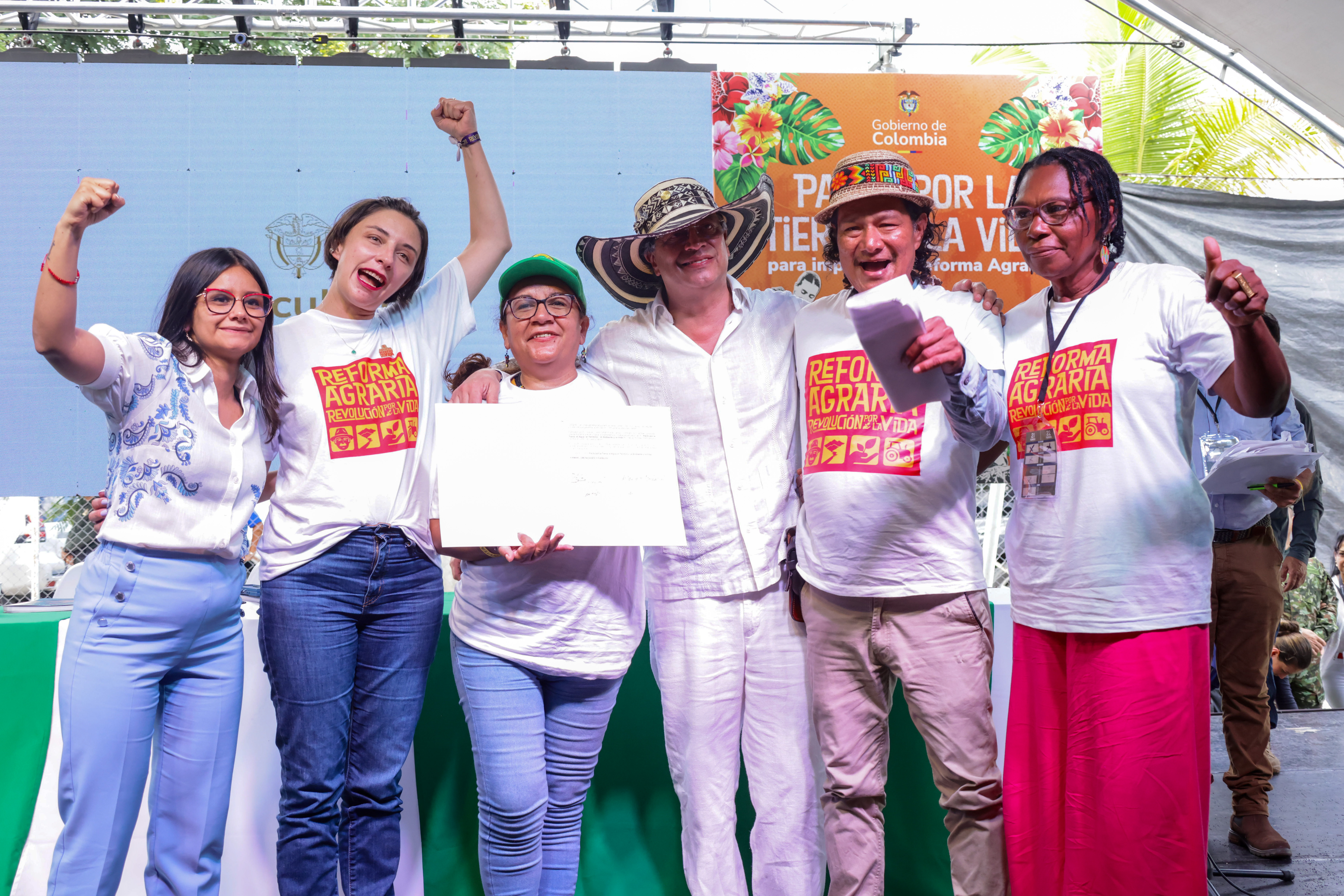
Ministra Carvajalino y presidente Petro en evento de reforma agraria en Chicoral en 2025

La oposición ha criticado la reforma agraria de Petro por considerar que facilita invasiones de tierras y podría abrir la puerta a expropiaciones, especialmente con el proyecto de jurisdicción agraria. Figuras como la senadora Paloma Valencia han advertido que la medida pone en riesgo los derechos de los propietarios rurales. Petro ha respondido que la reforma no busca expropiar, sino entregar tierras a quienes las trabajan. A pesar de las críticas, en diciembre de 2024 se logró un acuerdo con sectores de la oposición para aprobar la ley de jurisdicción agraria, mostrando disposición al consenso.

#### Titulación de tierras
El gobierno ha acelerado el proceso de titulación de tierras para personas que ya poseían predios pero no estaban regulados, lo que impedía que pudieran acceder a créditos o programas del gobierno para trabajar la tierra. Según la ministra López para noviembre de 2022 se había cumplido la meta de la titulación masiva de 681.372 hectáreas.
Hasta diciembre de 2024, la Agencia Nacional de Tierras (ANT) adquirió 448.544 hectáreas. Además, se formalizaron 1.277.049 hectáreas y se expidieron 752 títulos de propiedad.
El sector agropecuario ha experimentado una aceleración en su crecimiento, con una tasa media de crecimiento del 8% entre 2022 y 2025, frente a una media del 2% históricamente.

## Salud

### Reforma al sistema de salud

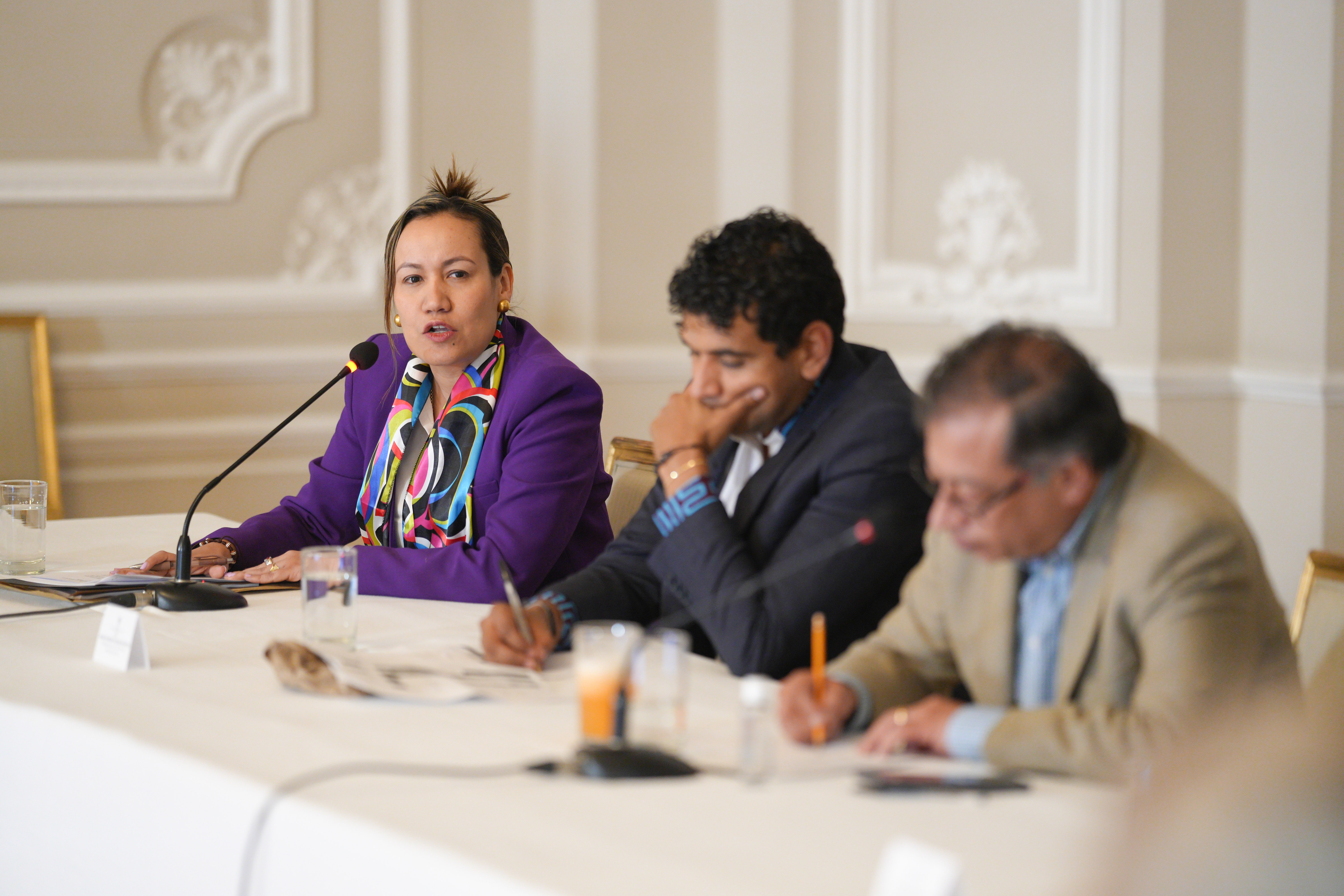
La entonces ministra de salud Carolina Corcho en concertación de la reforma en marzo de 2023.

En enero de 2023 se conoció que la entonces ministra de salud, Carolina Corcho, se preparaba para presentar la reforma al sistema de salud, dicha reforma se había venido mencionando en varias oportunidades desde la campaña presidencial y ha ocasionado opiniones divergentes tanto al interior del gobierno y sus aliados políticos como por parte de la oposición. Una de las propuestas más discutidas por la ministra Corcho era la de reformar el sistema de Entidades Promotoras de Salud o EPS. Dicho sistema permite a las EPS, que son operadores privados, administrar el dinero de los contribuyentes que es recaudado por el gobierno, la ministra consideraba que dicho sistema es una intermediación innecesaria y que ha traído problemas como el retraso de los pagos a instituciones prestadoras de salud o IPSs y al personal médico. Corcho buscaba que el Estado pudiese recuperar la administración de dichos recursos, además de terminar con la llamada integración vertical, que consiste en que algunas EPS utilizan los recursos para contratarse a sí mismas. La reforma también incluiría un incremento importante del sistema de salud preventivo para lograr que zonas apartadas del país reciban visitas del personal de salud para prevenir enfermedades. El gremio de las EPS ha criticado a la ministra por no tenerlos en cuenta en la discusión y sectores opuestos a la reforma dicen que la ministra busca acabar con un sistema que funciona bien. Varias agremiaciones médicas de Colombia y la Organización Mundial de la Salud han manifestado su respaldo a la reforma, en tanto otras han señalado reparos o criticado abiertamente el proyecto de reforma.

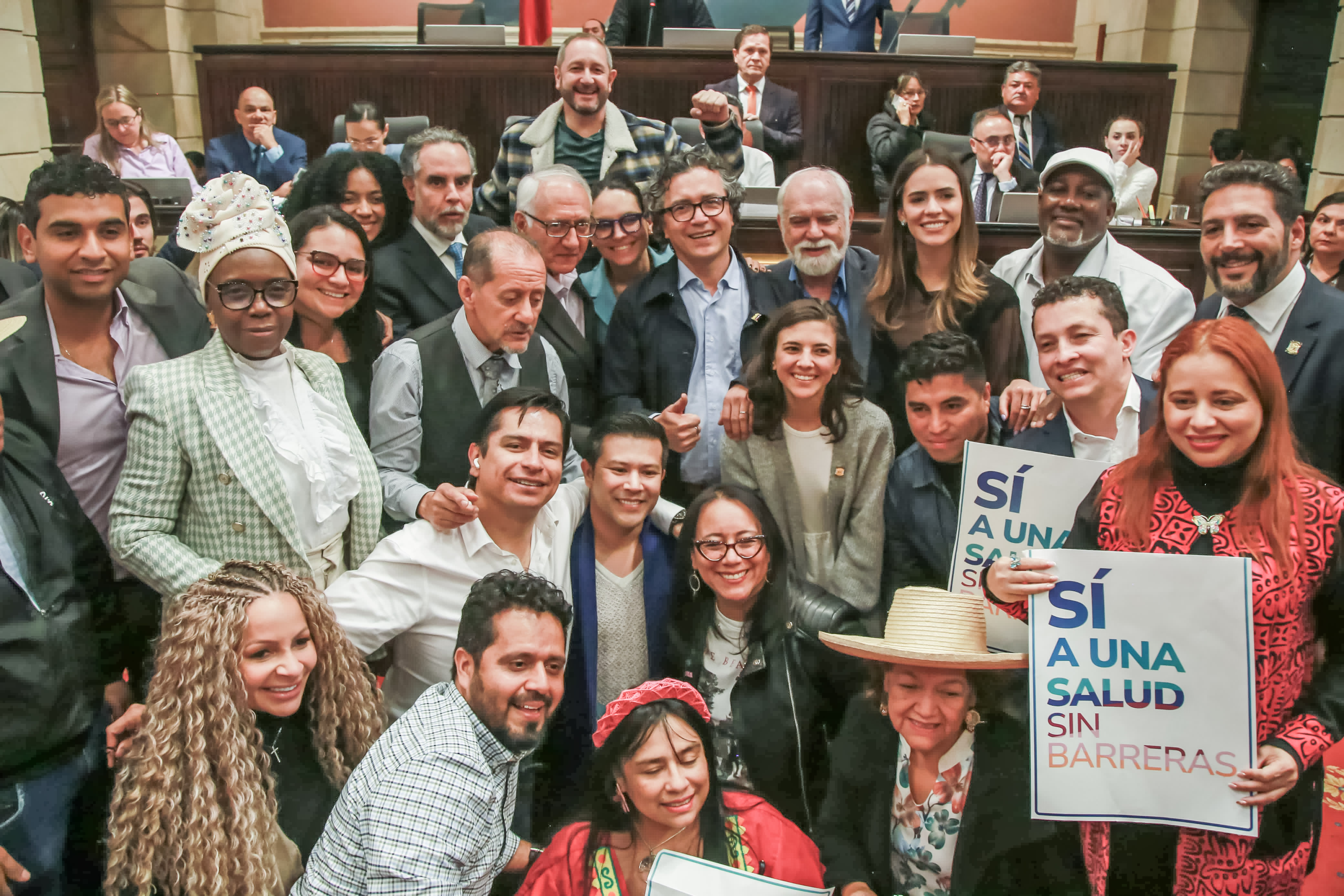
Bancada del Pacto Histórico celebra junto al ministro Jaramillo la aprobación de la reforma en la Cámara de Representantes en marzo de 2025

La discusión de la reforma causó la ruptura de la interlocución del presidente con los jefes de los partidos políticos César Gaviria del partido liberal, Dilian Francisca Toro del partido de la U y Efraín Cepeda del partido conservador, además del sorpresivo relevo de la ministra de salud Carolina Corcho a finales del mes de abril, quien según los presidentes de los partidos, no tenía en cuenta los acuerdos a los que se llegaban en las reuniones. El presidente Petro, quien no confirmó el motivo de la salida de la ministra, nombró en su reemplazo a Guillermo Alfonso Jaramillo quien había sido su secretario de salud y de gobierno durante su mandato en la alcaldía de Bogotá. Tras dicho relevo el gobierno buscó interlocución directa con los congresistas en el parlamento por medio del ministro del interior Luis Fernando Velasco. En medio de las controversias, la reforma fue presentada en abril de 2023 a la Comisión Séptima del senado donde fue rechazada y archivada por 9 senadores opositores.
En septiembre de 2024 el gobierno presentó por segunda vez la reforma a la salud. En esa ocasión, el ministro de Salud, Guillermo Alfonso Jaramillo, radicó el nuevo proyecto ante el Congreso, manteniendo la idea de eliminar la intermediación de las EPS y fortalecer la atención primaria. Sin embargo, el trámite legislativo ha sido complejo, enfrentando críticas de la oposición y debates internos en el Congreso. A inicios de marzo el gobierno celebró la aprobación de la reforma en la Cámara de Representantes, sin embargo ante el bloqueo de la reforma laboral en la comisión séptima del senado y ante la creciente posibilidad de que sucediera lo mismo con la reforma a la salud como ya había sucedido en la primera presentación, el gobierno ha considerado la posibilidad de someterla a una consulta popular para lograr su aval.

## Trabajo y Pensiones

### Reforma laboral

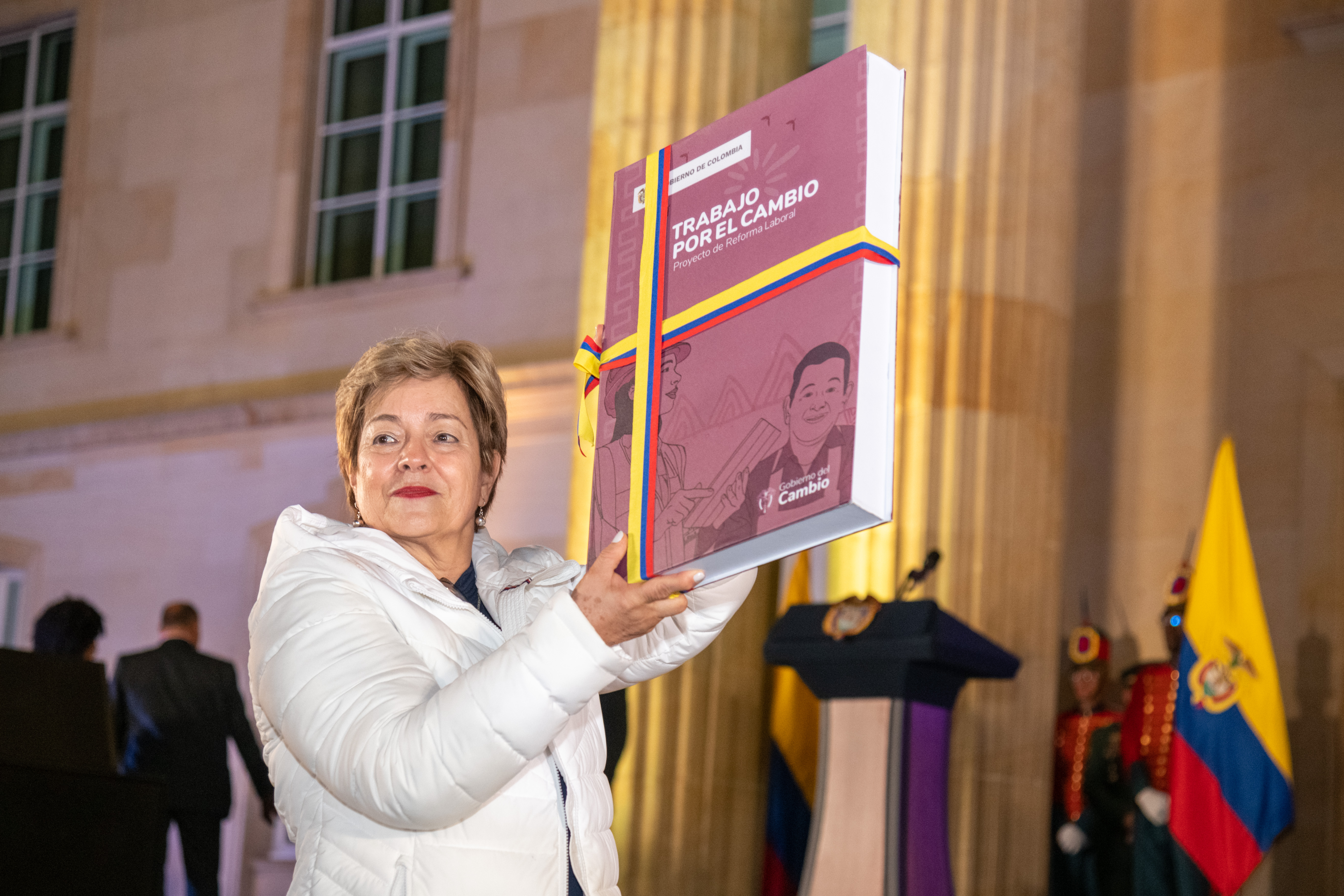
La ministra del Trabajo Gloria Inés Ramírez presentando el texto de la reforma laboral en 2023.

En 16 de marzo de 2023 la ministra de Trabajo, Gloria Inés Ramírez, presentó ante el Congreso de la República la propuesta de reforma laboral que proponía cambios significativos en las condiciones laborales en Colombia. Entre sus principales propuestas se encontraban la reducción progresiva de la jornada laboral semanal de 48 a 42 horas, la ampliación de la jornada nocturna para comenzar a las 6:00 p.m., y el incremento del pago por trabajo en días festivos y dominicales del 75% al 100%. Además, la reforma buscaba la formalización del empleo en plataformas digitales, la creación de un contrato especial agropecuario para los campesinos, y la promoción de la equidad salarial entre hombres y mujeres. Un aspecto destacado de la reforma era la expansión de los derechos sindicales, con el fortalecimiento de la negociación colectiva y la ampliación de las libertades sindicales. Estas propuestas, que pretendían modernizar el mercado laboral, fueron modificadas posteriormente en el Congreso, especialmente en lo relacionado con el contrato agropecuario y algunos derechos sindicales.
En octubre de 2024, la Cámara de Representantes aprobó la reforma, introduciendo cambios significativos como el aumento de las horas con recargo nocturno, la garantía del pago del 100% en festivos y dominicales, el incremento de la licencia de paternidad y la regulación del trabajo en plataformas digitales. Sin embargo, se eliminó el contrato agropecuario, una medida que buscaba formalizar a millones de campesinos. Además, la Comisión Séptima de la Cámara suprimió 20 artículos relacionados con derechos sindicales, como las huelgas y los pactos colectivos.

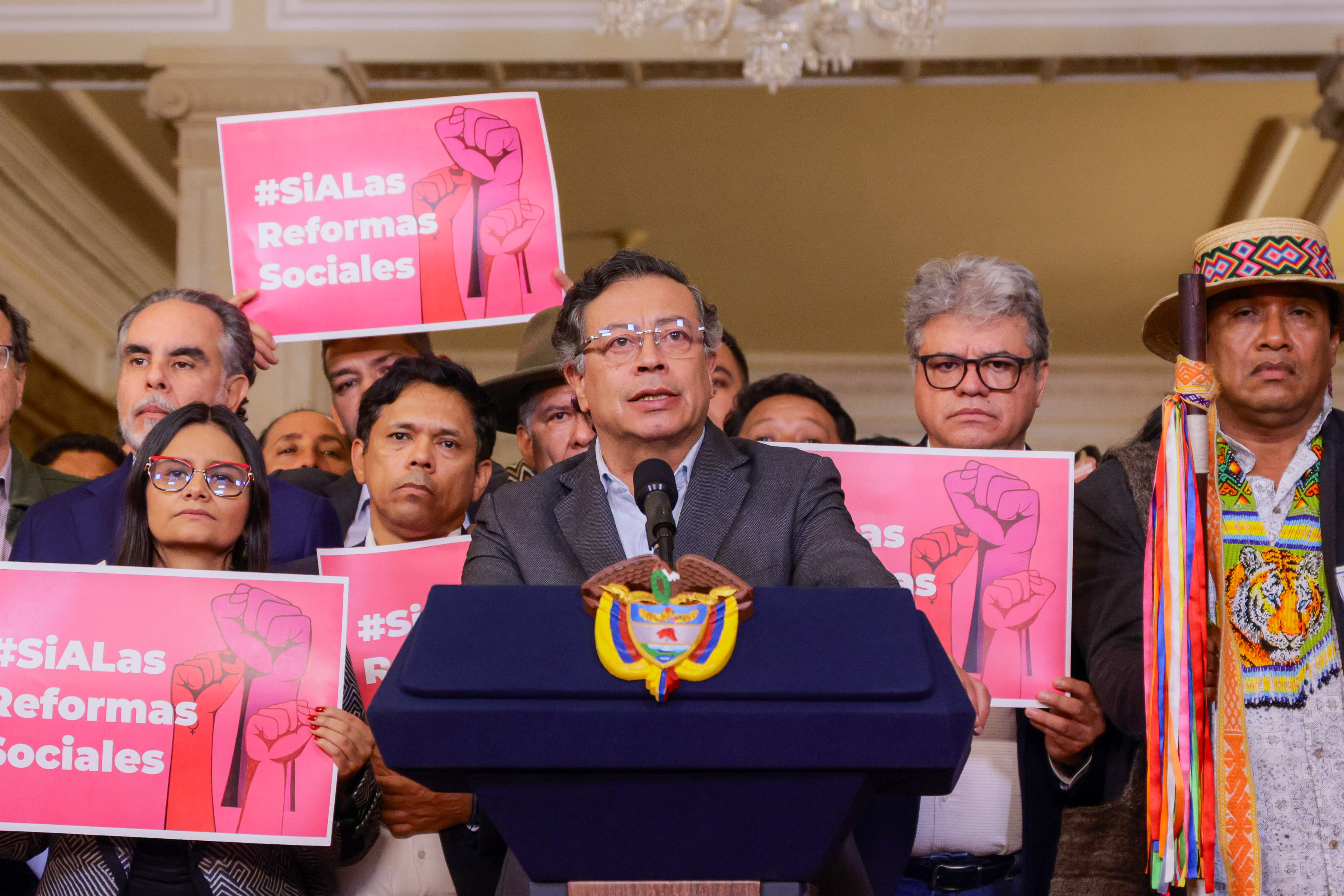
Presidente Petro anuncia consulta popular para la aprobación de las reformas ante el inminente archivo de la reforma laboral en la comisión séptima del senado

Tras su aprobación en la Cámara, entre octubre de 2024 y marzo de 2025, la reforma quedó estancada debido a la resistencia de sectores políticos y gremios empresariales que argumentaban que aumentaría costos laborales y afectaría la competitividad. En marzo de 2025, ocho de los 14 senadores de la Comisión Séptima firmaron una ponencia para archivar el proyecto, prácticamente deteniendo su avance legislativo.
El gobierno defendió la reforma como un avance en derechos laborales y estabilidad para los trabajadores, mientras que la oposición argumentó que podría desincentivar la contratación y perjudicar a las pequeñas empresas. En respuesta al estancamiento, el presidente Petro anunció la convocatoria a una consulta popular para que la ciudadanía decida sobre la reforma laboral y otras reformas sociales.

#### Propuesta de consulta popular y aprobación de la reforma
A pesar de su hundimiento en la Comisión Séptima del Senado, el gobierno hizo realidad la propuesta de presentar al pueblo la reforma laboral en forma de consulta popular y le dio trámite para su aprobación en el congreso. En mayo de 2025, en una polémica votación el congreso hundió la consulta, sin embargo el gobierno consideró que hubo actos inconstitucionales como impedir la votación de algunos congresistas injustificadamente y un supuesto cambio de voto por fuera del reglamento. Ante estos hechos el ministro de justicia Luis Eduardo Montealegre justificó la presentación de un decreto presidencial convocando a la reforma aduciendo a la figura de «excepción de inconstitucionalidad», causando polémica y debate y a lo que los medios llamaron el decretazo. Según la encuesta de Cifras y Conceptos, un 57 % de los colombianos estuvo de acuerdo con que el presidente convocara una consulta popular para decidir sobre las reformas no aprobadas por el Congreso, contra un 40 % que no lo estaba y un 3 % que no respondió.
Entre tanto el senador del Partido Alianza Verde Fabián Díaz Plata, miembro de la comisión donde se hundió, presentó una apelación ante la plenaria del senado, el 14 de mayo de 2025, dicha plenaria revivió la reforma laboral con una votación de 68 a favor y solo 3 en contra, designaron la Comisión Cuarta para su respectivo trámite y fue aprobada en tercer debate el 27 de mayo con una votación de 15 a favor y 2 en contra, posteriormente paso a cuarto y último debate en plenaria del senado donde finalmente el 17 de junio fue aprobada por 57 votos a favor y 31 en contra. Gran parte del articulado quedó como se había aprobado en Cámara de representantes y la conciliación del texto también fue aprobado en las plenarias de Senado y Cámara el día 20 de junio, último día de la legislatura.
El gobierno por su parte, por medio del ministro de trabajo Antonio Sanguino, decía que la convocatoria a la consulta popular era el «seguro de vida» de la reforma laboral presentada por el ejecutivo, y había prometido que si la reforma era aprobada sin sufrir mayores modificaciones retiraba la consulta. Ante la aprobación el presidente Petro derogó el decreto y celebró la aprobación de la reforma laboral.

### Reforma pensional

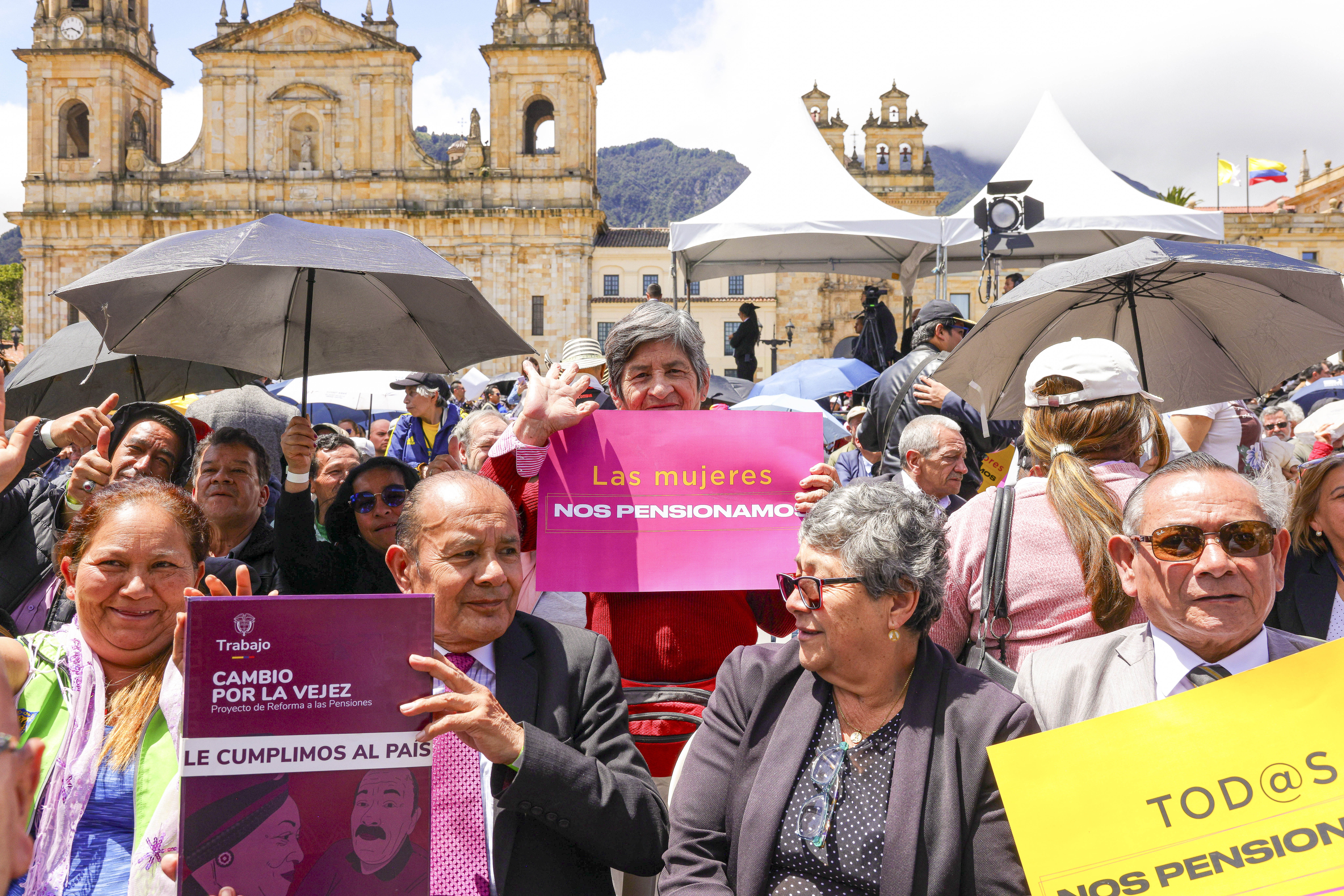
Manifestación durante la sanción de la reforma pensional el 16 de julio de 2024

La reforma pensional del gobierno de Gustavo Petro fue presentada el 22 de marzo de 2023 y sancionada como la Ley 2381 el 16 de julio de 2024, con entrada en vigor el 1 de julio de 2025. La reforma establece un sistema de pilares para ampliar la cobertura y garantizar ingresos a quienes no cumplen con los requisitos tradicionales de pensión. Dentro de este esquema, el llamado «pilar solidario» otorga una renta básica mensual de $225,000 pesos colombianos a más de 2 millones de adultos mayores en condición de pobreza.
El gobierno y los partidos afines defienden la reforma argumentando que busca mayor equidad en el sistema, fortalece la sostenibilidad del régimen público y protege a los adultos mayores más vulnerables. A pesar de la controversia generada por la eliminación de la libertad de elección entre fondos públicos y privados, así como por algunos errores en el trámite legislativo que desencadenaron demandas ante la Corte Constitucional que está por resolverse.
Según el gobierno la reforma apunta a un sistema más inclusivo que beneficia a los sectores más desfavorecidos y promueve la justicia social, aunque algunos analistas mencionan que su implementación requerirá ajustes para garantizar su efectividad a largo plazo.

#### Votación en el legislativo
| Ley               | Cámara | Fecha                                                    | Voto |    |    |    |    |    |    |    |   |   |   |   |   |   |    |  |        |   |   |   |        | Mixto | Total   |
| ----------------- | ------ | -------------------------------------------------------- | ---- | -- | -- | -- | -- | -- | -- | -- | - | - | - | - | - | - | -- |  | ------ | - | - | - | ------ | ----- | ------- |
| Reforma Pensional | Cámara | 19 de junio de 2024 Mayoría requerida: Absoluta (95/188) | Sí   | 27 |    | 33 |    |    |    | 15 | 5 |   |   |   |   | 1 | 16 |  | 1      | 1 | 1 | 1 |        | 2     | 103/188 |
| Reforma Pensional | Cámara | 19 de junio de 2024 Mayoría requerida: Absoluta (95/188) | No   |    |    |    |    |    |    |    |   | 1 | 3 |   |   | 2 |    |  |        |   | 1 |   | 7/188  |       |         |
| Reforma Pensional | Cámara | 19 de junio de 2024 Mayoría requerida: Absoluta (95/188) | Abs. |    | 27 |    |    |    | 16 |    |   |   |   |   |   |   |    |  |        |   |   |   | 43/188 |       |         |
| Reforma Pensional | Cámara | 19 de junio de 2024 Mayoría requerida: Absoluta (95/188) | Aus. |    |    |    | 16 | 18 |    |    |   |   |   |   |   |   |    |  |        |   |   | 1 | 35/188 |       |         |
| Reforma Pensional |        |                                                          |      |    |    |    |    |    |    |    |   |   |   |   |   |   |    |  |        |   |   |   |        |       |         |
| Reforma Pensional | Senado | 23 de abril de 2024 Mayoría requerida: Absoluta (55/108) | Sí   | 20 |    | 14 |    |    |    | 8  | 5 | 4 |   |   | 1 | 1 |    |  |        |   | 1 |   |        | 1     | 55/108  |
| Reforma Pensional | Senado | 23 de abril de 2024 Mayoría requerida: Absoluta (55/108) | No   |    |    |    |    |    |    |    |   |   | 3 |   |   |   |    |  | 3/108  |   |   |   |        |       |         |
| Reforma Pensional | Senado | 23 de abril de 2024 Mayoría requerida: Absoluta (55/108) | Abs. |    | 15 |    |    |    | 10 |    |   |   |   |   |   |   |    |  | 25/108 |   |   |   |        |       |         |
| Reforma Pensional | Senado | 23 de abril de 2024 Mayoría requerida: Absoluta (55/108) | Aus. |    |    |    | 13 | 11 |    |    |   |   |   | 1 |   |   |    |  | 25/108 |   |   |   |        |       |         |
| Referencias:      |        |                                                          |      |    |    |    |    |    |    |    |   |   |   |   |   |   |    |  |        |   |   |   |        |       |         |

## Medio ambiente

### Transición energética
Una de las banderas de Gustavo Petro durante su trayectoria política y como promesa de campaña ha sido la preservación el medio ambiente y resaltar la necesidad de acelerar la transición energética debido a la crisis climática. La ministra de ambiente Susana Muhamad adelantó el proceso de buscar la prohibición de la fracturación hidráulica o fracking como se había prometido en campaña, y suspendió los programas piloto que estaban en etapa de elaboración. Igualmente Petro nombró en el Ministerio de Minas y Energía a la activista ambiental Irene Vélez Torres con el propósito de buscar una aceleración del tránsito de las energías fósiles a las energías limpias, en particular eólica y solar. Dicho nombramiento causó sorpresa ya que esta cartera normalmente era ocupada por administradores cercanos a los intereses de los sectores de energías extractivas y en varias ocasiones reñían con los propósitos de la cartera de ambiente; Petro reiteró en una entrevista que su propósito siempre fue tener a un ambientalista en el sector de Minas y Energía. 

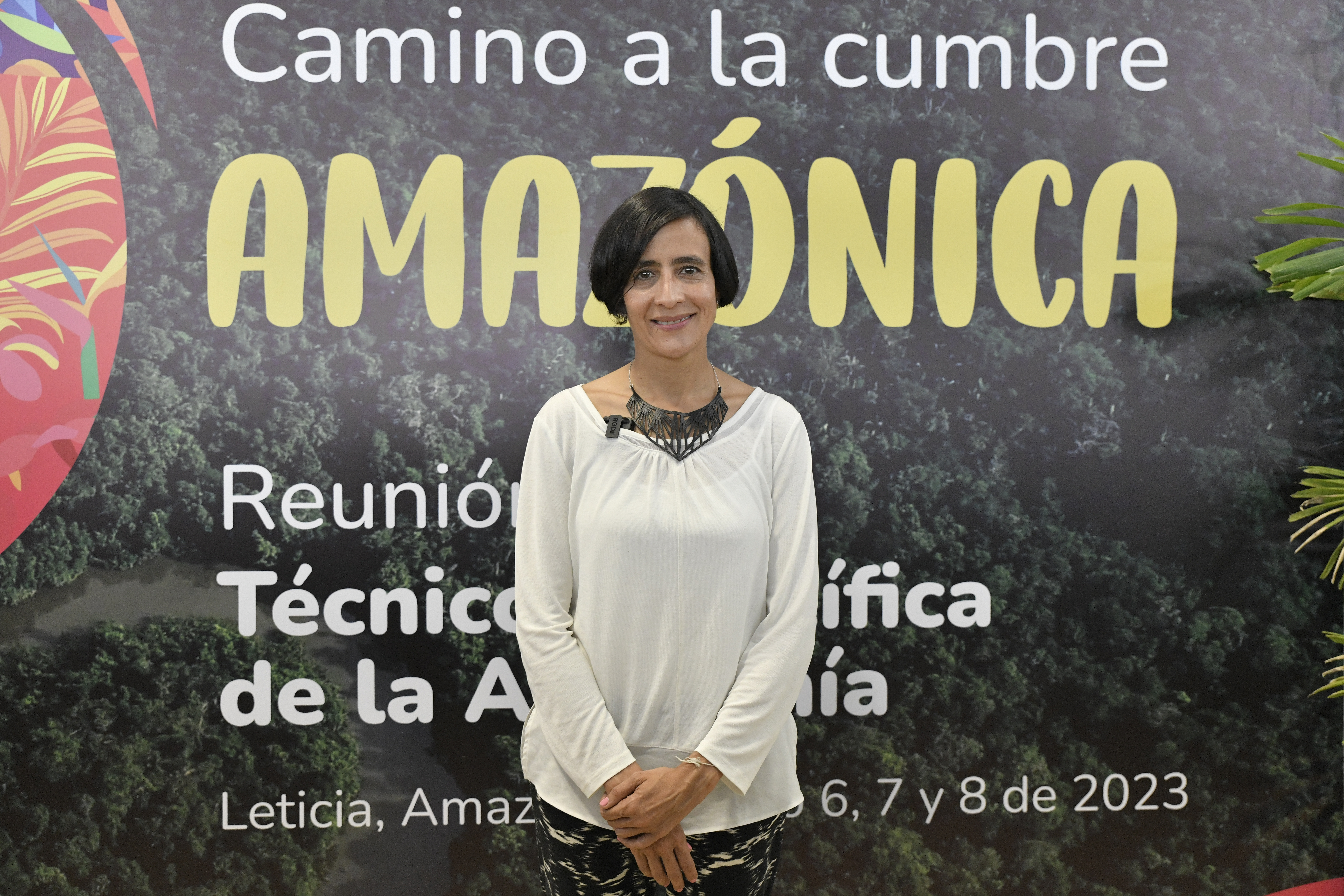
La ministra de ambiente en la Cumbre Amazónica en julio de 2023.

Sobre la propuesta de campaña de no firmar nuevos contratos de exploración petrolera, respetando los contratos existentes tanto de exploración como de explotación de petróleo y gas, ha habido divergencias de opiniones tanto de opositores como al interior del gobierno. Sectores de oposición, sociedad civil, analistas y miembros del sector minero-energético han criticado a Petro por su programa de transición energética debido a los beneficios económicos que se desprenden de la actividad petrolera y de explotación de gas para el país. En ese sentido el partido opositor Centro Democrático presentó un proyecto de ley para mantener la fracturación hidráulica en Colombia. También algunos opositores, entre ellos el exsenador Jorge Enrique Robledo, mostraron preocupación por los desincentivos a la exploración y producción de hidrocarburos en el corto plazo, que según cree, le quita recursos fundamentales al fisco del país de los que dependen numerosos programas de gobierno. También se ha señalado el hecho de que la producción y puesta en marcha de tecnologías que aceleren la transición energética requiere una gran cantidad de insumos derivados de los hidrocarburos El gobierno de Petro ha aumentado del 1% al 6% la participación en los beneficios que las plantas de energía verde deben destinar a los residentes locales. Además, quiere aumentar el papel del Estado en el sector eléctrico, actualmente controlado por empresas privadas.
A finales de octubre de 2022 el Ministerio de Hacienda mencionó que no descarta la posibilidad de que se firmen nuevos contratos, sin embargo los métodos no convencionales como el fracking no serán contemplados debido a su alto impacto ambiental. El gobierno intentó prohibir la minería a cielo abierto, pero los diputados eliminaron del Plan Nacional de Desarrollo del Gobierno un artículo que prohibía esta práctica. A pesar de este revés, Petro ha anunciado un nuevo código minero que busca reconocer los derechos de los pequeños mineros.

Desde que asumió como ministra de Minas y Energía, Irene Vélez ha enfrentado dos mociones de censura en su contra relacionadas principalmente con temas de la transición energética, impulsadas por los partidos Centro Democrático la Cámara de Representantes y Cambio Radical en el Senado, que están opuestos al plan de transición. Ambas fueron negadas por estas corporaciones. 

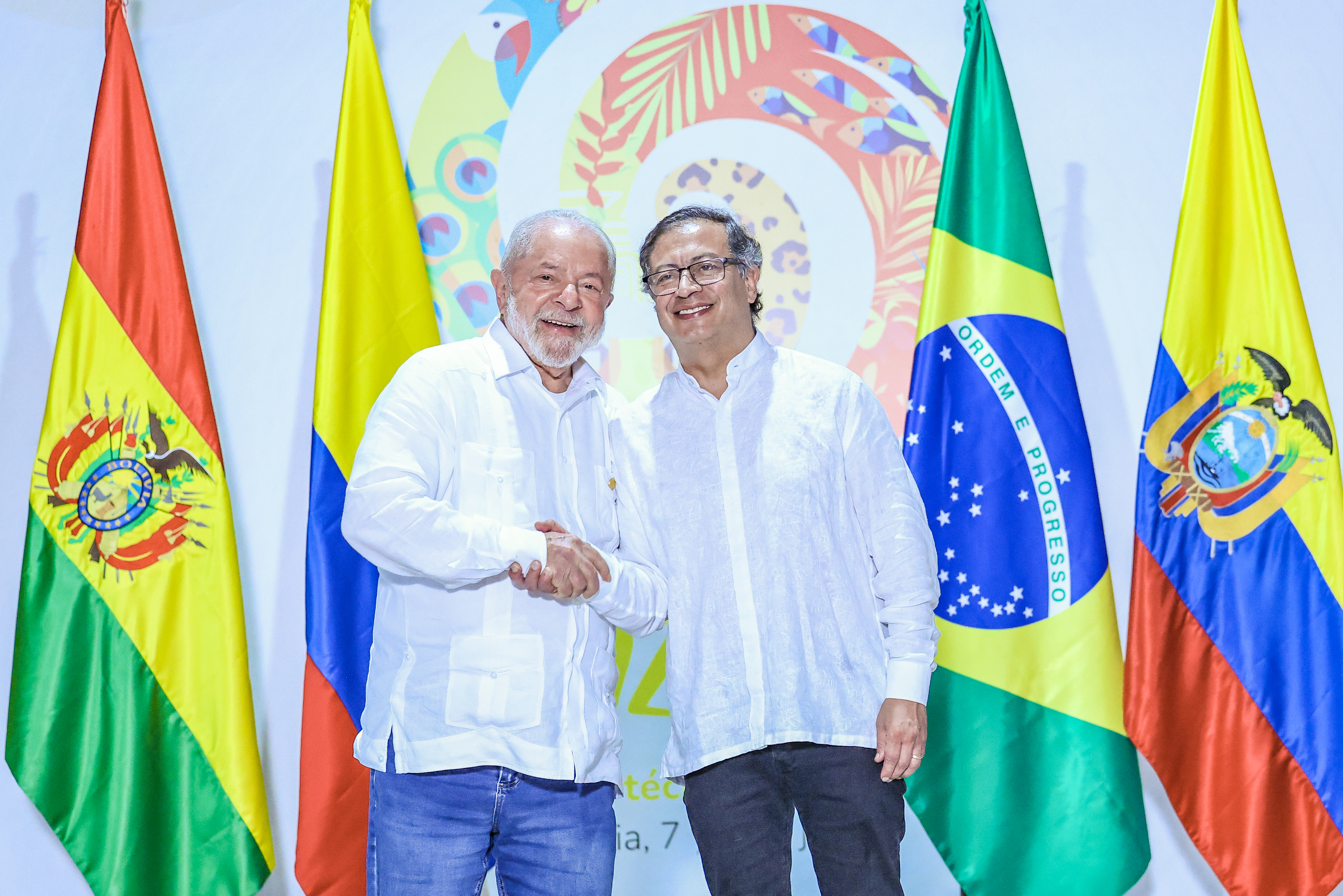
Gustavo Petro y el presidente brasileño Luiz Inácio Lula da Silva en una cumbre sobre la Amazonia en julio de 2023

En marzo de 2023 el gobierno presentó en un comunicado conjunto de los ministerio de Hacienda, Minas y Energía y Comercio, el plan para la transición energética que ha dicho será «gradual justa y sostenible» y los tiempos de la transición dependerán de los resultados de cinco ejes específicos que fueron presentados.

### Deforestación
En julio de 2023, Colombia y Brasil anunciaron que coordinarían sus esfuerzos para luchar contra la deforestación ilegal y proteger la Amazonia. Durante el 2023, la deforestación se redujo entre un 25 y un 35% en todo el país, sin embargo, en el primer semestre de 2024 la deforestación parece haber aumentado drásticamente, según algunas mediciones.

### COP 16
La COP16 es la 16ª edición de la Conferencia de las Partes del Convenio sobre la Diversidad Biológica de la ONU. Esta se llevó a cabo en Cali, Colombia, del 21 de octubre al 1 de noviembre de 2024. Este evento fue fundamental para discutir y avanzar en la implementación del Marco Mundial de Biodiversidad de Kunming-Montreal, aprobado en la COP15 en 2022. El tema central de esta edición es “Paz con la Naturaleza”, destacando la importancia de la convivencia armónica entre la humanidad y la biodiversidad.

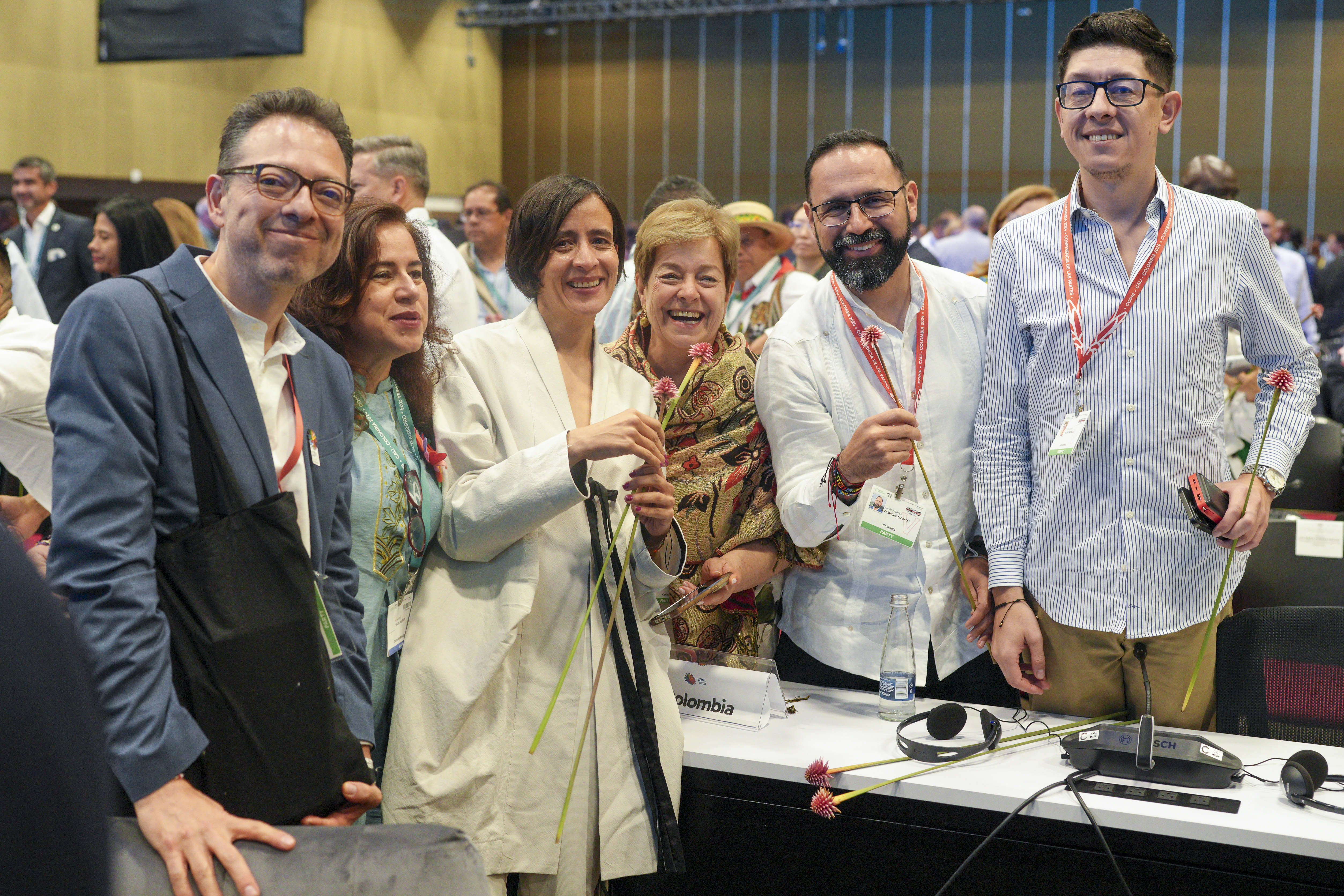
Los ministros de Cultura, Ambiente, Trabajo, Energía y Educación el día de la apertura de la conferencia.

Uno de los objetivos principales fue revisar los avances de los países en sus compromisos de conservación y uso sostenible de la biodiversidad, con metas concretas para 2030 y objetivos a largo plazo hacia 2050. Además, se buscó asegurar la participación equitativa en los beneficios derivados de los recursos genéticos y su información digital.
Colombia, como país anfitrión, es uno de los más biodiversos del mundo, hogar de aproximadamente el 10% de la biodiversidad global. Su elección como sede resalta su papel crucial en la conservación global. Cali fue seleccionada debido a su proximidad a la región del Pacífico, una de las áreas más ricas en biodiversidad a nivel global.
Esta conferencia no solo reunió a gobiernos y expertos, sino también a la sociedad civil, ONG, y líderes ambientales, como la vicepresidenta de Colombia, Francia Márquez, una reconocida defensora de los derechos ambientales.

## Educación

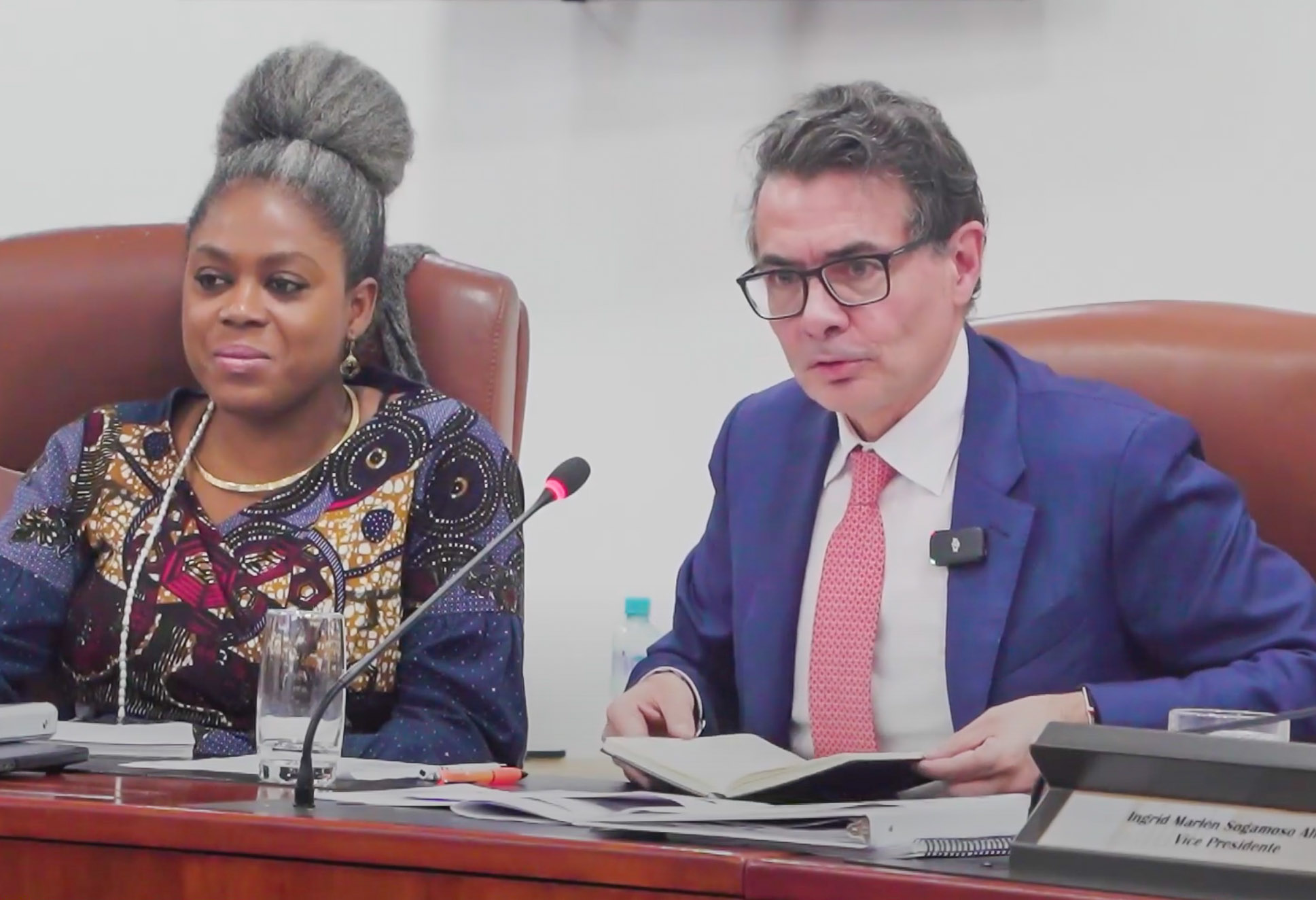
Aurora Vergara reemplazó al ministro Alejandro Gaviria en febrero de 2023

Al inicio del gobierno de Gustavo Petro, las expectativas en el ámbito educativo eran altas, especialmente con el objetivo de garantizar la gratuidad universitaria y la expansión de la cobertura educativa, lo cual estaba plasmado en su programa de gobierno, que incluía un aumento significativo en el presupuesto para el sector. Alejandro Gaviria, nombrado ministro de Educación en 2022, asumió con la intención de implementar iniciativas como la «Matrícula Cero» y una reforma al Icetex para mejorar el acceso a la educación superior. Además, se planteó un incremento del presupuesto educativo como parte de las reformas, lo que reflejaba el compromiso del gobierno con la educación. Sin embargo, la relación entre Gaviria y el presidente Petro se tensó por desacuerdos en temas como la reforma al sistema de salud, lo que llevó a una serie de conflictos internos. Estos desacuerdos culminaron en su salida en febrero de 2023, tras la filtración de documentos que evidenciaban sus diferencias con el enfoque del gobierno, generando críticas sobre su capacidad para alinear sus políticas con el programa educativo de Petro.
En agosto de 2023 Petro firmó la Ley 2307 que da vía libre a la gratuidad de programas de pregrado en las universidades públicas del país, para facilitar el acceso de los jóvenes a la enseñanza superior.

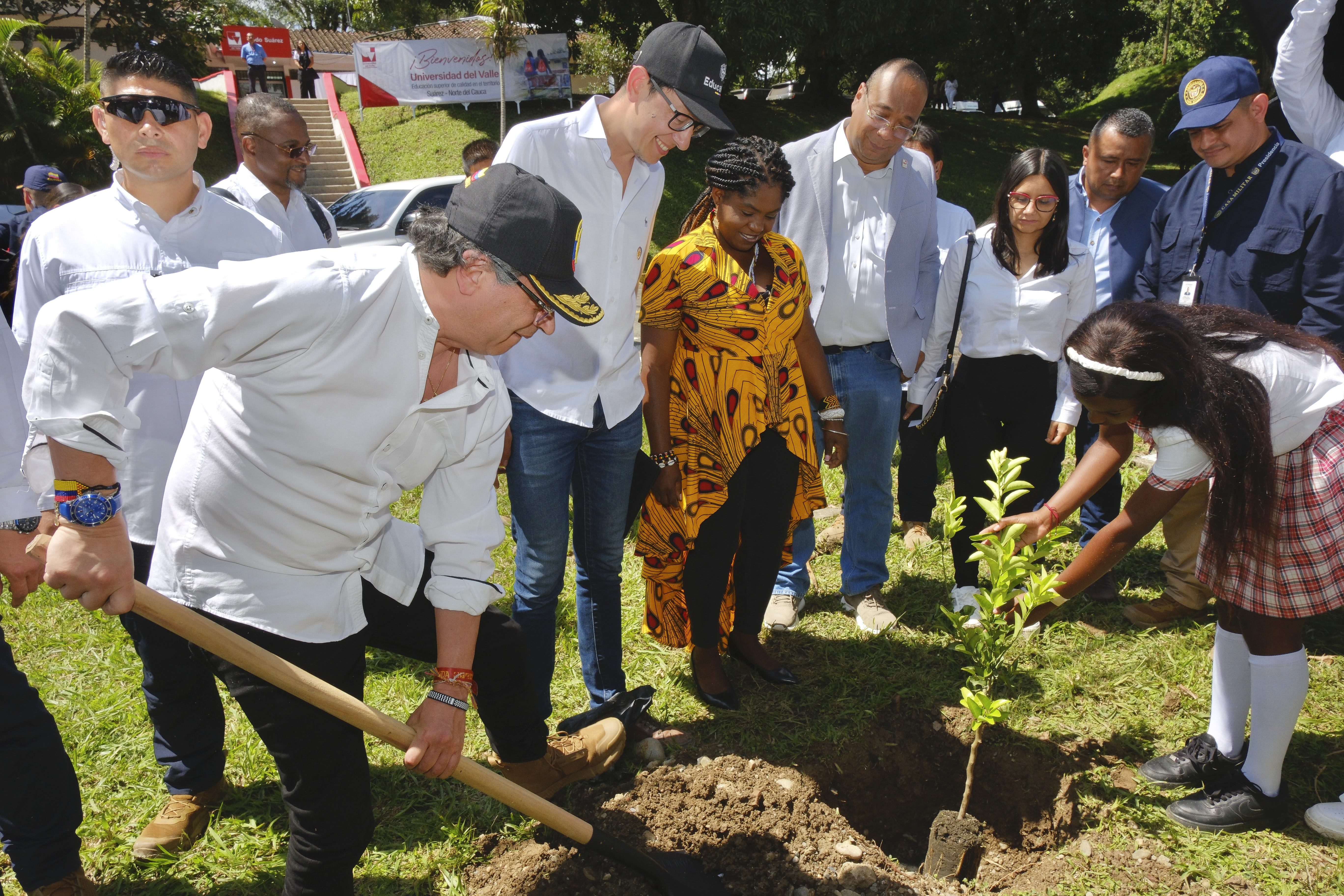
Inauguración de la sede de la Universidad del Valle en Suárez, Cauca en 2025

Como sucesora de Gaviria fue nombrada quien fuera la viceministra Aurora Vergara. Durante su gestión como ministra de educación impulsó importantes avances en el sector, destacándose la implementación de la «Matrícula Cero», que benefició a miles de estudiantes al garantizar la gratuidad en la educación superior pública. También se alcanzó un aumento significativo del presupuesto educativo, pasando de 57 a 70 billones de pesos para 2024, lo que permitió fortalecer la infraestructura educativa y mejorar las condiciones de los docentes. Vergara promovió una reforma integral en la gobernanza educativa, creando Sistemas Integrados de Educación Media y Superior en regiones rurales para garantizar mayor acceso en zonas históricamente desatendidas. A pesar de estas victorias, su gestión se vio marcada por tensiones políticas y obstáculos en la implementación de su reforma educativa, así como por conflictos internos en el ministerio y la crisis institucional en la Universidad Nacional, derivada de la polémica elección de su rector, debilitó su posición y generó tensiones con la comunidad académica. Estos obstáculos llevaron finalmente a su salida en julio de 2024.
En 2025, bajo la dirección del ministro de Educación Daniel Rojas Medellín, se inauguró una nueva sede de la Universidad del Valle en Suárez, Cauca, que según el gobierno busca promover la educación superior en territorios históricamente excluidos y cerrar brechas de desigualdad en Colombia. Sin embargo, el presidente Petro admitió el restraso en el cumplimiento de algunas promesas de campaña en materia educativa, culpando a sus ministros por la falta de avances en la creación de nuevas universidades en áreas rurales y la expansión de cupos universitarios.

## Otras leyes, reformas y propuestas

### Ministerio de Igualdad y Equidad

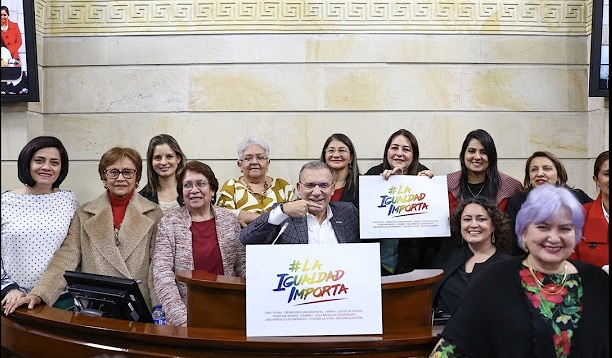
Aprobación del Ministerio de la Igualdad y Equidad en el congreso, diciembre 2022.

Durante el primer semestre del mandato el gobierno Petro radicó en el congreso el proyecto para la creación del Ministerio de Igualdad y Equidad. Este ministerio, como se había dicho durante la campaña, quedó a cargo de la vicepresidenta Francia Márquez. El congreso aprobó el proyecto el día 12 de diciembre de 2022. Algunas de las funciones del nuevo ministerio incluyen la protección de los derechos de las mujeres, la comunidad LGBTIQ+, las comunidades indígenas y afro, y las personas vulnerables, así como la tarea de ayudar a cerrar las brechas económicas.

### Reforma política
El Gobierno presentó un proyecto de reforma política en septiembre de 2022; sin embargo, no logró consenso en el Congreso y se generó una polémica, debido a los cambios introducidos durante el trámite legislativo. Ello resultó en que el Gobierno optara por retirarla en marzo de 2023, puesto que los principales puntos de esta fueron desechados como la obligatoriedad de las listas cerradas con alternancia entre hombre y mujer que buscaba garantizar la paridad de género y a su vez fortalecer los partidos políticos.

### Reestructuración del Dapre
Durante el primer semestre del mandato se reestructuró el Departamento Administrativo de la Presidencia de la República (Dapre), mediante decreto emitido en diciembre de 2022. El gobierno eliminó varias consejerías pasando de 14 que habían en el mandato anterior a solo 3 y además de hacer varios cambios en la estructura administrativa, según el director Mauricio Lizcano «se eliminaron 78 cargos que ahorrarán $9.802 millones al año en funcionamiento».

### Propuesta de Asamblea Nacional Constituyente
La propuesta de Asamblea Nacional Constituyente en Colombia surgió en marzo de 2024, cuando el presidente Gustavo Petro sugirió la necesidad de convocarla si las reformas sociales de su gobierno no eran aprobadas por el Congreso. Petro planteó que las instituciones actuales del país no estaban a la altura de los desafíos nacionales, especialmente en términos de implementación del Acuerdo de Paz, justicia social, reforma agraria y protección del medio ambiente. La propuesta generó fuertes reacciones en diferentes sectores. Críticos, incluyendo figuras políticas como Sergio Jaramillo y el expresidente Juan Manuel Santos, consideraron la idea innecesaria y peligrosa, señalando que la implementación del Acuerdo de Paz no requería una nueva constitución. Petro defendió la iniciativa argumentando que es una forma de impulsar una transformación profunda y estructural de las instituciones para hacerlas más democráticas e inclusivas, abordando problemas como la desigualdad, la corrupción y el cambio climático. La propuesta presidencial no prosperó y no volvió a tratarse desde mediados de 2024.

## Medios de comunicación
Según el índice Chapultepec de la Sociedad Interamericana de Prensa (SIP), en 2022 Colombia fue calificado décimo en el escalafón americano de libertad de expresión y prensa, como país «en restricción» a la libertad de prensa. En 2023 el país escaló a la novena posición, aún manteniendo su calificación «en restricción».

## Relaciones exteriores

### Venezuela

#### Restablecimiento de relaciones bilaterales
Durante la campaña presidencial Petro aclaró sus intenciones de restablecer las relaciones con Venezuela, que habían estado interrumpidas desde 2019.

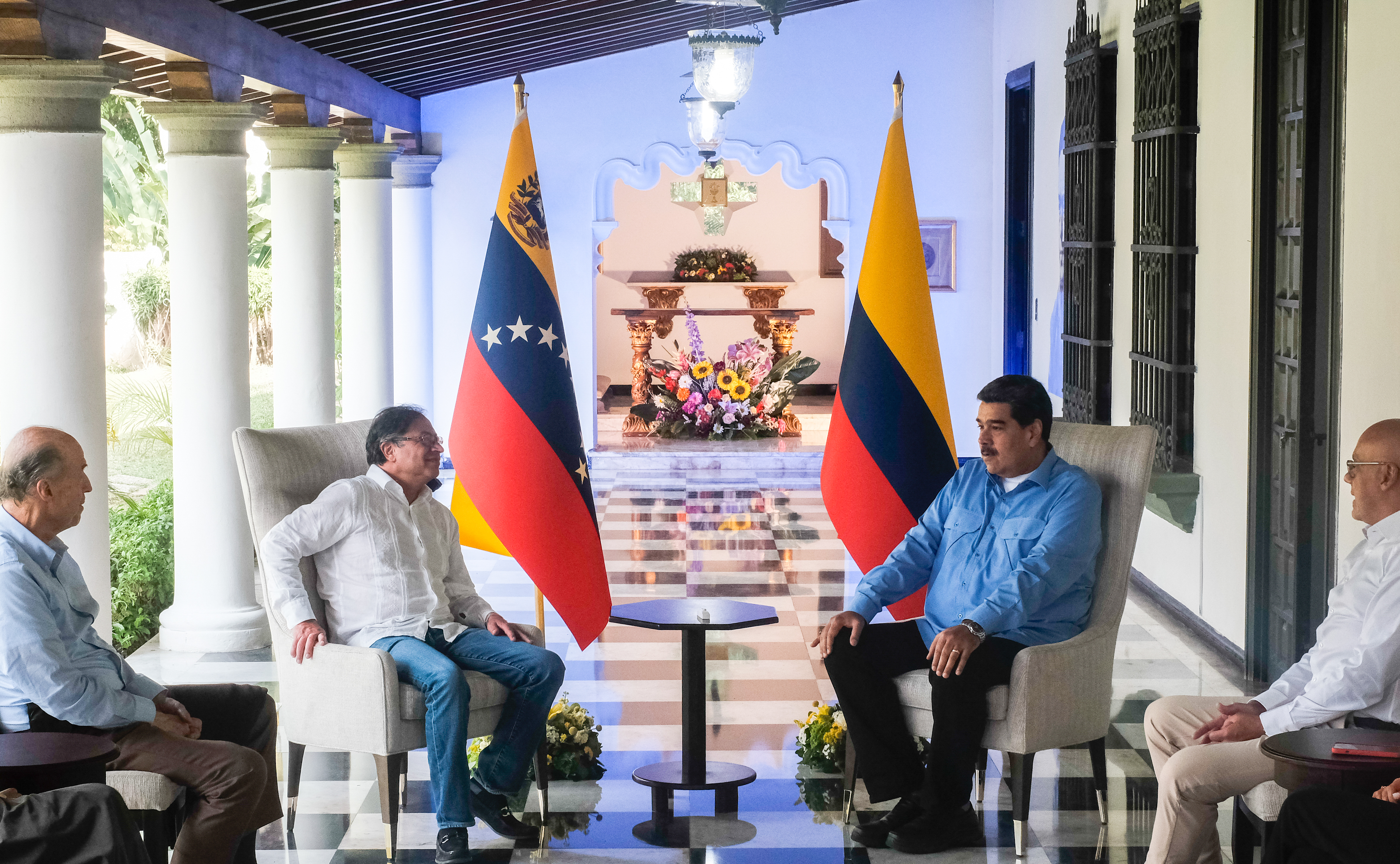
Reunión entre Gustavo Petro y Nicolás Maduro

Tras los resultados de la segunda vuelta de las elecciones presidenciales de 2022 en Colombia, Nicolás Maduro felicitó a Petro por su victoria, diciendo "Felicito a Gustavo Petro y a Francia Márquez, por la histórica victoria en las elecciones presidenciales en Colombia. Se escuchó la voluntad del pueblo colombiano, que salió a defender el camino de la democracia y la paz. Nuevos tiempos se avizoran para este hermano país".
Durante el primer mes del gobierno de Gustavo Petro hubo avances en relación con el restablecimiento de las relaciones con el gobierno de Nicolás Maduro, Petro nombró como embajador a Armando Benedetti, mientras que Venezuela nombró como embajador al diplomático Félix Plasencia.
El parcialmente reconocido presidente encargado de Venezuela, Juan Guaidó, reprochó la retirada del reconocimiento a su gobierno interino, y respondió en una rueda de prensa: "Hubiese esperado que su primera decisión no hubiese sido acercarse a quien hoy ampara el terrorismo mundial en Venezuela".

#### Apertura de las fronteras
El 26 de septiembre de 2022, tras siete años cerrada, Colombia y Venezuela reabrieron oficialmente su frontera común. Se realizó un acto protocolario en el puente internacional Simón Bolívar, el principal paso fronterizo entre los dos países, participaron delegaciones de ambos países. Se interpretaron los himnos nacionales y hubo un saludo de manos de las dos delegaciones para luego dar el paso de los primeros camiones de carga en ambos sentidos.

### Nicaragua
En agosto de 2022, varios sectores de la opinión criticaron la ausencia de Colombia en la votación del Consejo Permanente de la OEA sobre la resolución que condena al gobierno de Daniel Ortega en Nicaragua por violación a los DDHH y persecución política contra la Iglesia católica. El canciller colombiano Álvaro Leyva adujo «razones tanto estratégicas como humanitarias y no ideológicas» y se conoció información acerca de una posible negociación del gobierno de Colombia con Ortega para la liberación de los presos políticos y un interés para avanzar en la controversia de delimitación marítima entre los dos países. En entrevista con la revista Cambio el canciller Leyva negó que el diferendo limítrofe tuviera alguna relación con este episodio y dijo que los esfuerzos por buscar la liberación de los presos políticos no habían prosperado y dijo que «Daniel Ortega es uno de los violadores por excelencia de los derechos humanos».

### Estrategia África - Caribe

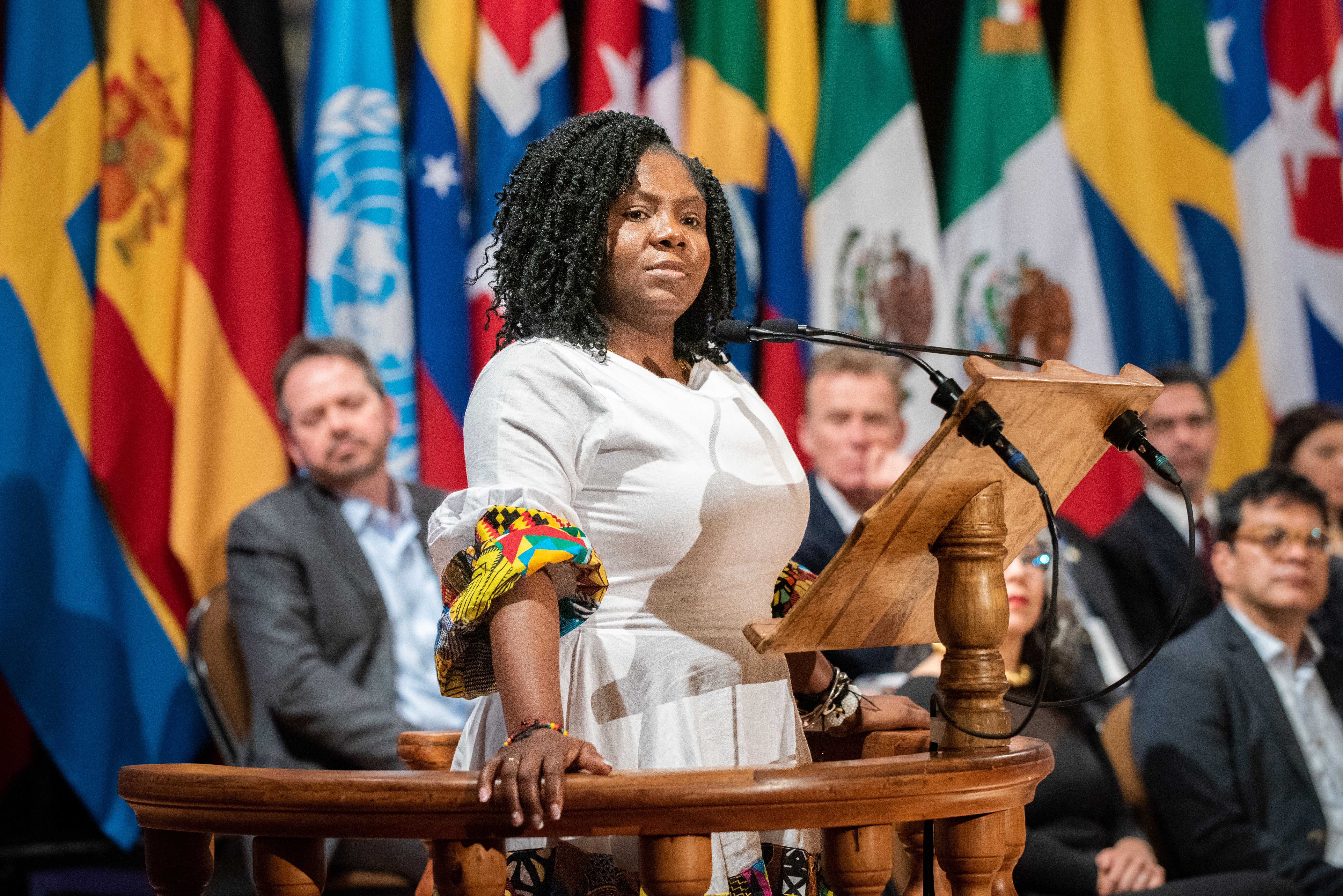
La vicepresidenta Francia Márquez ha liderado la estrategia diplomática África-Caribe.

El 14 de octubre de 2022 la vicepresidenta Francia Márquez, la viceministra de asuntos multilaterales Laura Gil y el viceministro de relaciones exteriores Francisco Coy, lanzaron la Estrategia África-Caribe con el fin de estrechar relaciones diplomáticas con estas dos regiones.

#### Estrategia África
Tras ser aprobado el Plan Nacional de Desarrollo del gobierno en el congreso a inicios de mayo de 2023, se pudo dar inicio a la Estrategia África. Entre el 10 y el 18 de mayo de 2023 la vicepresidenta Márquez inició una gira por el continente africano visitando los países de Sudáfrica, Kenia y Etiopía, con una comitiva de alrededor de 50 personas dentro de los que se encuentran el viceministro de asuntos exteriores Francisco Coy, el ministro encargado de cultura Jorge Zorro, la viceministra de educación superior Carolina Quijano, entre otros. Los gastos de las personas de la sociedad civil dentro de la comitiva fueron auspiciados por la Fundación Open Society. La visita, que es la primera visita de una comitiva oficial de la nación a África en 26 años, busca fortalecer las relaciones políticas, económicas, comerciales y culturales de Colombia y la Unión Africana. Varios medios y analistas críticos del gobierno cuestionaron el viaje al que hasta se llegó a calificar de «safari» y un medio llegó a publicar información proveniente de políticos de la oposición sobre el cálculo de cuánto costaría el combustible del avión que trasladaría a la comitiva. Dichos actos llegaron a ser calificados de «racistas» por algunas personas incluido el presidente Petro, quien resaltó que dichos cálculos no se hacían con viajes de comitivas a Europa.
Algunos analistas y medios especializados, como la revista financiera Forbes, y la Asociación Nacional de Comercio Exterior (Analdex), resaltaron la importancia de dicha visita para las oportunidades de negocios e intercambio en varios frentes como las exportaciones, la tecnología y la agricultura entre otros.
La visita inició con una parada en la ciudad de Libreville capital de Gabón donde Márquez y la comitiva fueron recibidos por la vicepresidenta del país Rose Christiane Raponda.

#### Sudáfrica
La comitiva colombiana, en cabeza de la vicepresidenta Francia Márquez, visitó Sudáfrica entre el 11 y el 13 de mayo de 2023.
En Johannesburgo fue recibida por el vicepresidente Paul Mashatile y más tarde tuvo una reunión con el presidente Cyril Ramaphosa. Tras la invitación de la delegación, dichos funcionarios aceptaron ser garantes del proceso de paz del gobierno de Colombia con el Ejército de Liberación Nacional (ELN). Márquez también pidió al gobierno sudafricano considerar la posibilidad de abrir una embajada en Colombia.
La visita concluyó el 13 de mayo tras firmar 6 convenios de entendimiento y dentro de los que se encuentran convenios entre las cámaras de comercio de los dos países, un convenio educativo logrado por la viceministra de educación superior Carolina Quijano para establecer una red de cooperación educativa, y un convenio cultural entre el Festival de Música del Pacífico Petronio Álvarez y el WOMAD.

#### Kenia
Entre el 15 y el 16 de mayo de 2023, la comitiva de la Estrategia África desarrolló la agenda de visita a la República de Kenia. El 15 de mayo la vicepresidenta Márquez se reunió con el vicepresidente Rigathi Gachagua donde se firmaron siete acuerdos para potenciar las relaciones bilaterales en materia de comercio, inversión, educación y cultura. Márquez propuso flexibilizar el visado entre los países y la posibilidad de organizar vuelos directos. El 16 de mayo Márquez desarrolló una reunión con el presidente de Kenia, William Ruto, quien manifestó su compromiso de estrechar las relaciones entre los dos países y su interés compartido por la lucha contra el cambio climático. En este país, Márquez, igualmente participó como invitada en el foro de mujeres de ONU-Hábitat sobre el cambio climático, también se reunió con 14 embajadores de otros países africanos.
El presidente Gustavo Petro anunció que viajaría a Kenia para asistir a la cumbre de presidentes de la Unión Africana, aunque este viaje no se concretó. La vicepresidenta Márquez viajó a inicios de septiembre de 2023 de nuevo a Kenia como invitada a participar de la Cumbre del Clima de África. El vicepresidente Gachangua visitó Colombia a mediados de septiembre de 2023 llegando a Bogotá y posteriormente viajó Medellín para asistir al Foro de Tostadores de Café.

#### Etiopía
La comitiva de la Estrategia África visitó Etiopía entre el 17 y 18 de mayo de 2023. Se destacó que dicho país era importante para la estrategia debido a ser la sede de la Unión Africana. La comitiva colombiana recibió el beneplácito para reabrir una embajada en dicho país. Allí se reunieron con la presidenta Sahle-Work Zewde, se firmaron acuerdos de intención de cooperación en temas de comercio, educación y cultura, entre ellos la promoción del español como lengua extranjera. Igualmente la comitiva asistió a la sede de la Unión Africana en Adís Abeba donde se reunieron con la vicepresidenta de la corporación Monique Nsanzabaganwa y se definió una agenda común en diferentes frentes. Como resultado de esta visita, el 2 de mayo de 2024 Colombia abrió formalmente la embajada en Etiopía siendo nombrado el docente afrodecendiente chocoano Yeison Arcadio Meneses como embajador.

### Estados Unidos

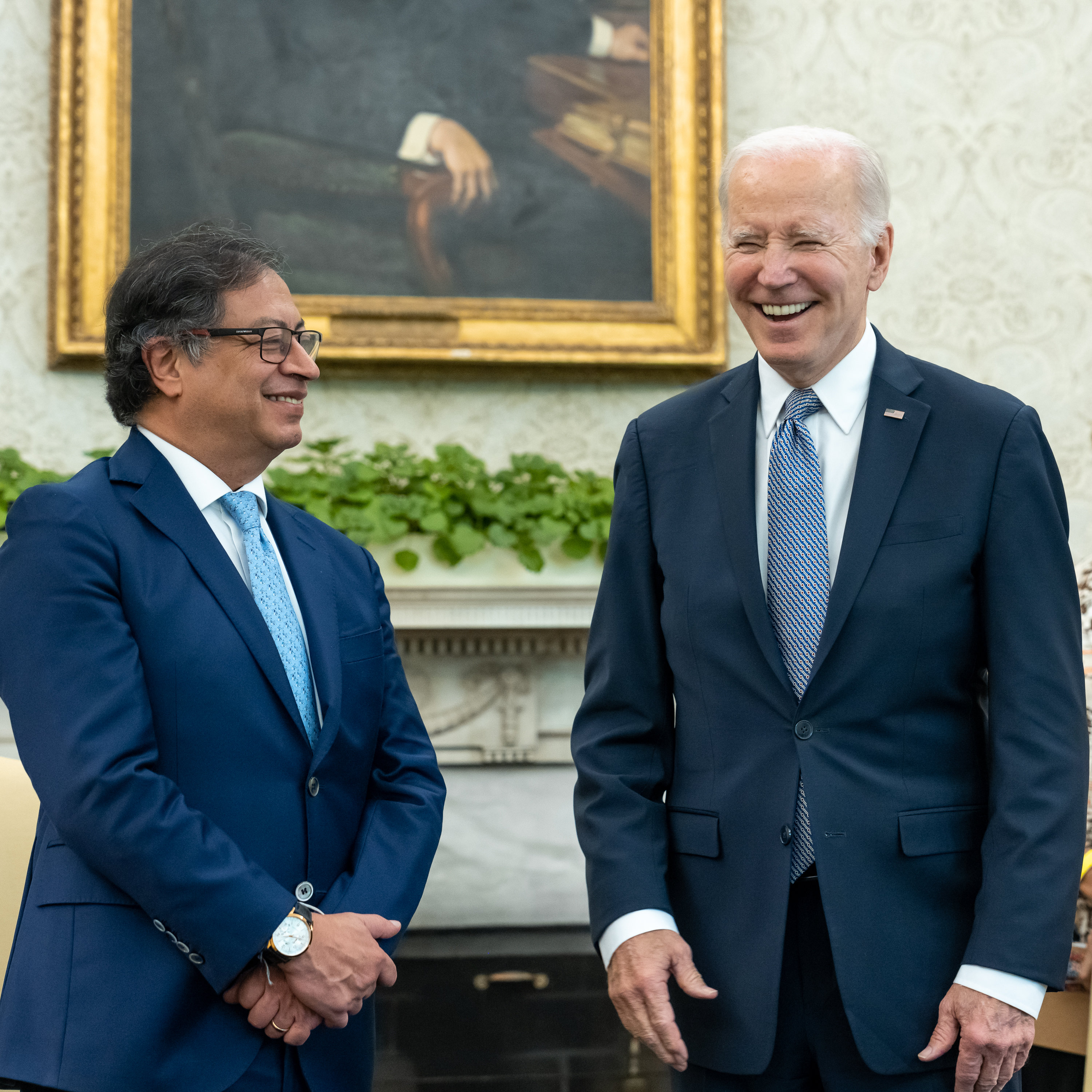
Gustavo Petro con el presidente estadounidense Joe Biden en abril de 2023.

Las relaciones con Estados Unidos han sido cordiales. Varios funcionarios del gobierno estadounidenses han realizado visitas oficiales a Colombia siendo la más relevante la del secretario de Estado, Antony Blinken, en octubre de 2022. Petro ha reafirmado su interés por discutir con los Estados Unidos un cambio de política en la guerra contra las drogas que según el mandatario «ha fracasado», y la revisión del tratado de libre comercio. El presidente Petro visitó Washington en abril de 2023 donde se reunió con varios funcionarios del gobierno y congresistas además de una visita oficial a la Casa Blanca con el presidente Joe Biden. En dicha visita se trataron temas como el cambio climático, el cambio de enfoque en la lucha contra el narcotráfico y el respaldo a las reformas encaminadas a «proteger la dignidad y los derechos de los trabajadores». Tras dicha visita el encargado de negocios de Estados Unidos en Bogotá, Francisco Palmieri, anunció que su gobierno enviará una comisión para revisar el Tratado de Libre Comercio firmado entre los países en el año 2011.

#### Crisis diplomática con el gobierno Trump
Donald Trump asumió como presidente de los Estados Unidos el 20 de enero de 2025, dentro de su política migratoria se dio una deportación masiva donde se divulgaron imágenes fotegráficas y de video de migrantes encadenados regresando a sus países de origen. Estas imágenes destaron una serie de pronunciamientos del presidente Petro y la decisión de no recibir esos vuelos por razones de dignidad humanitaria. Trump amenazó con imponer aranceles a productos colombianos y tras varios días de conversación entre los equipos diplomáticos de cada país se decidió que Colombia enviaria aviones de la fuerza aeroespacial colombiana a recoger deportados para que fueran trasladados en condiciones dignas, o en caso de recibir vuelos de Estados Unidos las personas no debería retornar encadenadas. El gobierno Trump mostró los resultados de la crisis como un cambio de posición del gobierno colombiano, mientras que el gobierno colombiano lo mostró como un cambio de posición de los Estados Unidos de no enviar personas encadenadas en los vuelos de repatriación.

### Perú
Perú fue el primer país visitado por Petro tras su posesión, el gobierno de Colombia mantuvo relaciones cordiales con el mandatario Pedro Castillo. Tras los hechos alrededor del llamado intento de autogolpe de estado de 2022, Petro se mostró crítico del poder de veto del congreso del Perú contra un presidente elegido con voto popular. Según Petro, la destitución del mandatario que estaba por ocurrir de parte del congreso y que llevó a Castillo a intentar el cierre del mismo, era contraria a la Convención Americana sobre Derechos Humanos y que de acuerdo a la convención el mandatario solo podría ser destituido por sentencia judicial.
 El gobierno de Colombia firmó una carta en conjunto con otros países latinoamericanos condenando los hechos, razón por la cual el gobierno de Dina Boluarte llamó a consultas al embajador de Perú en Colombia y así lo hizo con los otros países firmantes. En los meses subsiguientes Petro continuó criticando al congreso peruano y en particular a la respuesta represiva contra los manifestantes comparándola con los hechos ocurridos en el paro nacional de Colombia de 2021. En febrero de 2023, tras las muertes registradas en las manifestaciones en Perú, Petro manifestó en un discurso: “En Perú marchan como nazis, contra su propio pueblo, rompiendo la Convención Americana sobre Derechos Humanos”, lo que ocasionó que la comisión de relaciones exteriores del congreso de Perú lo declarara «persona non grata».
El 15 de marzo de 2025 los cancilleres de ambos países Laura Sarabia y Elmer Schialer, anunciaron el relanzamiento de las relaciones bilaterales tras dos años de interrupción, resaltando su complacencia por la reciente designación de embajadores en sus respectivas naciones.

### Ucrania
Durante su campaña presidencial, Petro mostró su neutralidad a la invasión rusa de Ucrania, asegurando que el conflicto "no tenía relevancia para Colombia y América Latina" y que el país y la región "debían enfocarse en sus propios problemas".
Durante su presidencia, Petro ha mantenido una posición en la que, con el fin de "mantener neutralidad", se ha negado a dar cualquier clase de apoyo a cualquier bando del conflicto. Ejemplo de ello fue cuando Estados Unidos pidió a Colombia enviar armas a Ucrania, las cuales incluían armas de origen ruso adquiridas en gobiernos colombianos anteriores que habían caído en desuso. Petro rechazó el pedido de Estados Unidos, argumentando su decisión en que «la Constitución tiene como orden hacer la paz en el terreno internacional". La medida fue celebrada por el Gobierno ruso, que aseguró que la decisión "corresponde plenamente a los intereses nacionales de Colombia".
Durante una reunión con Joe Biden, Petro mencionó su posición sobre el conflicto en Ucrania en una discusión en la que ambos expresaron «una condena del autoritarismo y la agresión extranjera», enfatizando el rol de Rusia como agresor en Ucrania y «llamando a una paz estable y duradera». Previamente, Petro había hecho declaraciones similares en las que aseguraba que condenaba «todas las invasiones», pese a no mencionar puntualmente a Ucrania. La prensa colombiana tituló estas declaraciones previas como condenas de Petro al conflicto, aunque el mismo Petro ha acusado a la OTAN de «provocar a Rusia» cuando se le ha preguntado quién cree que inició el conflicto.
La postura de Petro ha sido criticada por numerosas figuras políticas colombianas y extranjeras, tales como Juan Manuel Galán, quien lo ha acusado de «tomar partido en favor del autoritarismo, los crímenes de guerra y las violaciones de derechos humanos», o Marian Schuegraf, embajadora de Alemania en Colombia, quien acusó a Petro de ser «indiferente con respecto a las atrocidades cometidas por Rusia en la guerra».

### Israel

#### Reacciones por el conflicto israelí-palestino de octubre de 2023

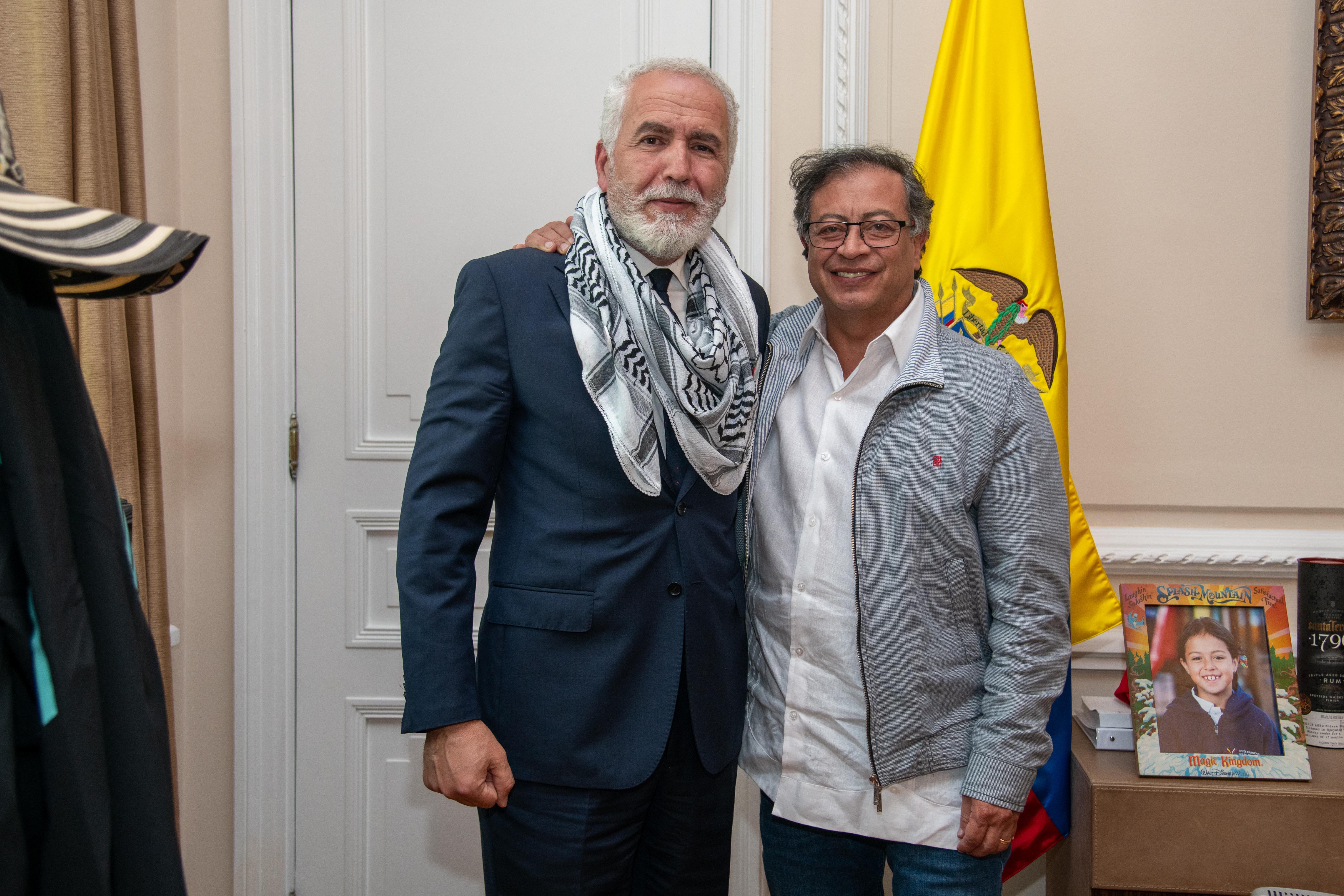
El presidente de la república se reúne con el embajador de Palestina en la Casa de Nariño.

En octubre de 2023 tras los ataques de Hamás contra Israel donde fueron asesinados y secuestrados varios civiles, el presidente Gustavo Petro hizo un llamado a la paz y al diálogo recordando los orígenes del conflicto. Varios sectores de oposición y de opinión, criticaron que el gobierno no condenara explicitamente los actos de Hamás y varios criticaron al presidente por sus comentarios a favor del pueblo palestino, y por sus críticas al gobierno de Netanyahu por el bombardeo indiscriminado contra la franja de Gaza, lo que Petro llamó «un exterminio similar al del holocausto».[cita requerida]
El 12 de octubre de 2023 la Enviado Especial de Estados Unidos para Monitorear y Combatir el Antisemitismo (SEAS) Deborah Lipstadt dijo "que le sorprendía ver al presidente colombiano, Gustavo Petro, hacer una comparación del Gobierno de Israel con el régimen nazi" liderado por Adolf Hitler. Además, expresó que Estados Unidos no estaban de acuerdo con sus declaraciones y por eso pidió al jefe de Estado colombiano «que condene al grupo terrorista Hamas».
El 15 de octubre de 2023 el ministro de Relaciones Exteriores de Israel dijo que el país detendrá las exportaciones de seguridad a Colombia debido a las «declaraciones hostiles y antisemitas hechas por el presidente Petro». A lo que Petro respondió haciendo un llamado al respeto y dijo que «si hay que suspender relaciones exteriores con Israel las suspendemos. No apoyamos genocidios.»

### Integración latinoamericana

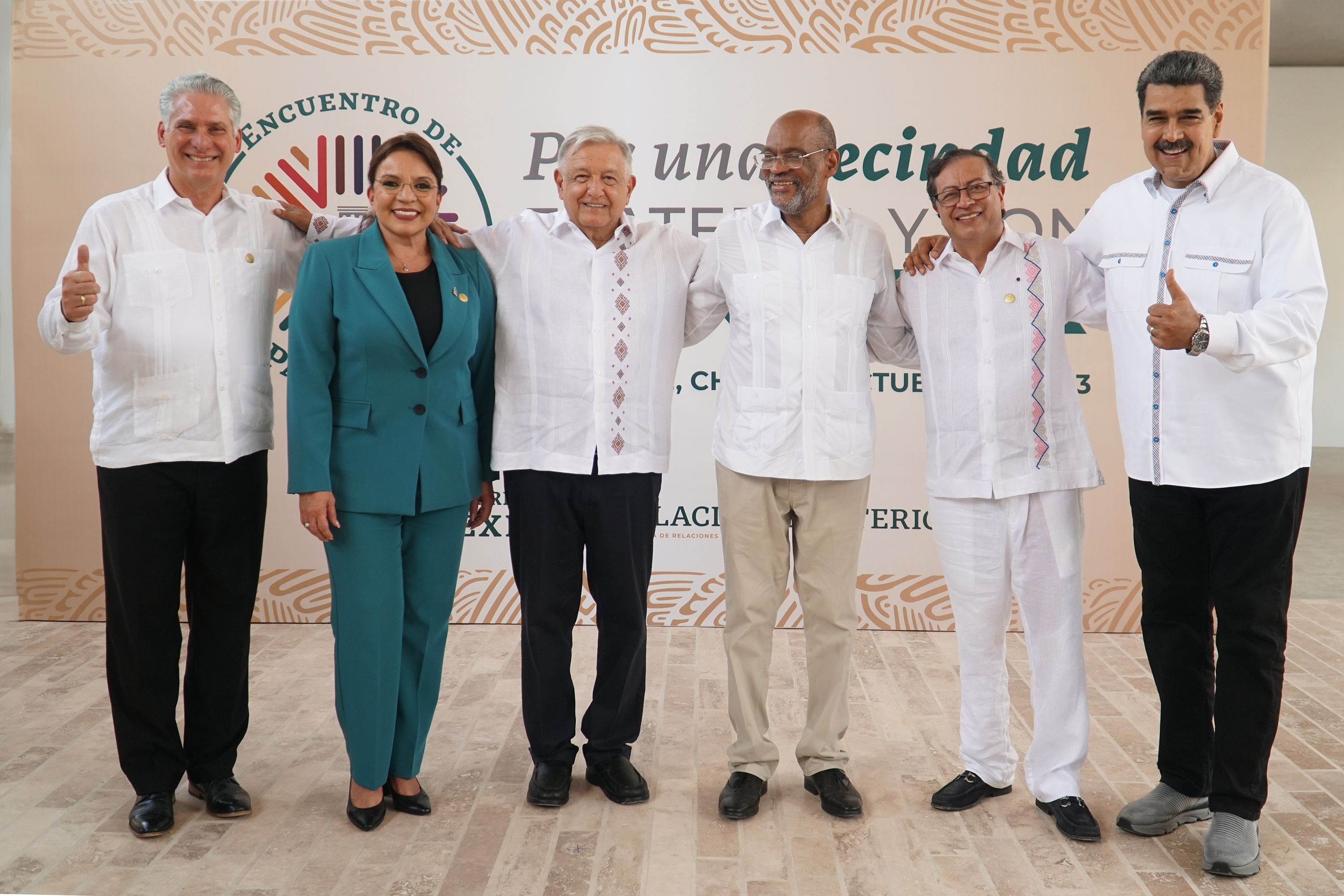
Petro en la cumbre por una vecindad fraterna y con bienestar, en Palenque, México. Junto a Díaz-Canel, Castro, López Obrador y Maduro.

En 2023, el Gobierno colombiano presidido por Gustavo Petro decidió promover, liderar y lanzar la creación de una Agencia Latinoamericana de Medicamentos. Se trata de establecer una agencia independiente, basada en criterios que respondan al nivel sanitario, industrial y socioeconómico de América Latina.
El 9 de julio de 2023 el consejo de cancilleres de la CELAC eligió por unanimidad a Colombia para presidir dicha organización en 2025

## Oposición

### Marchas de la oposición de 2022
El 26 de septiembre de 2022 en las ciudades de Bogotá, Medellín y Cali, manifestantes salieron a las calles en una protesta convocada por sectores opositores en contra de las reformas propuestas por el gobierno en varios sectores como economía y salud o por otros motivos como el descontento por noticias falsas que circularon en las redes. Algunos de los líderes de la manifestación convocaron a una nueva marcha para el mes de octubre. Al día siguiente de la marcha el expresidente de Colombia, Álvaro Uribe, y algunos integrantes de la bancada del partido opositor, Centro Democrático, se reunieron con el presidente Petro y pidieron que no se estigmatice al gobierno.
En el marco de la protesta, se hizo viral en redes sociales y fue ampliamente difundido en medios de comunicación un vídeo en el que una manifestante realiza una serie de declaraciones racistas en contra de la vicepresidenta de Colombia, Francia Márquez. El acto racista fue repudiado por sectores oficialistas y opositores. Posteriormente la fiscalía colombiana anunció que se imputaría a la mujer que realizó los insultos.

## Deporte

### Pérdida de la sede de los Juegos Panamericanos de 2027
La pérdida de la sede de los Juegos Panamericanos de 2027 por parte de Colombia fue un tema polémico para el gobierno y generó diferentes reacciones dentro y fuera del gobierno nacional. Los aspectos que llevaron a la pérdida son los siguientes: 
1. Situación económica del país: Uno de los factores clave fue la preocupación por la viabilidad financiera del evento. Organizar unos Juegos Panamericanos implica una inversión significativa en infraestructura deportiva, seguridad, transporte y alojamiento, entre otros aspectos. En este contexto, el gobierno colombiano, encabezado por el presidente Gustavo Petro, señaló que el país enfrenta retos fiscales importantes y que priorizar el gasto público en otros sectores más urgentes, como la educación, la salud y el desarrollo social, era una necesidad.[198]
2. Decisión del gobierno: El presidente Petro anunció que se retiraba la candidatura de Colombia como sede de los Juegos, argumentando que el país no podía asumir los altos costos que implicaba el evento, los cuales se estimaban en más de 5 billones de pesos colombianos (aproximadamente 1.2 mil millones de dólares). El mandatario defendió esta decisión afirmando que era preferible destinar esos recursos a áreas más críticas y que los Panamericanos no eran una prioridad en un momento de dificultades económicas.[199]
3. Reacciones de los entes deportivos: El Comité Olímpico Colombiano y otras entidades relacionadas con el deporte manifestaron su decepción por la decisión del gobierno. Señalaron que la organización de un evento de esta magnitud no solo era un honor para el país, sino que también podría haber tenido beneficios económicos a largo plazo, como la creación de empleo y el impulso al turismo. Además, argumentaron que Colombia ya había avanzado en la planificación y que cancelar la sede podría afectar la imagen del país en la comunidad internacional.[200]
4. Impacto social y deportivo: Los críticos de la decisión también señalaron que la cancelación era un golpe para los deportistas colombianos, quienes habrían tenido la oportunidad de competir en casa. Además, argumentaron que el país ya había demostrado su capacidad para organizar grandes eventos deportivos en el pasado, como los Juegos Suramericanos de 2010 y los Juegos Bolivarianos, lo que sugería que con el apoyo adecuado, Colombia podría haber sido una sede exitosa.[201]
5. Justificación oficial: El gobierno defendió su postura indicando que, aunque reconocía la importancia del deporte, los recursos públicos deben ser asignados de acuerdo con las necesidades más urgentes del país. En este sentido, el ministro del Deporte, Astrid Rodríguez, mencionó que la inversión en infraestructura social era prioritaria y que la decisión de renunciar a los Juegos Panamericanos fue coherente con una política de responsabilidad fiscal.[202]

## Transporte

### Paro Camionero de 2024

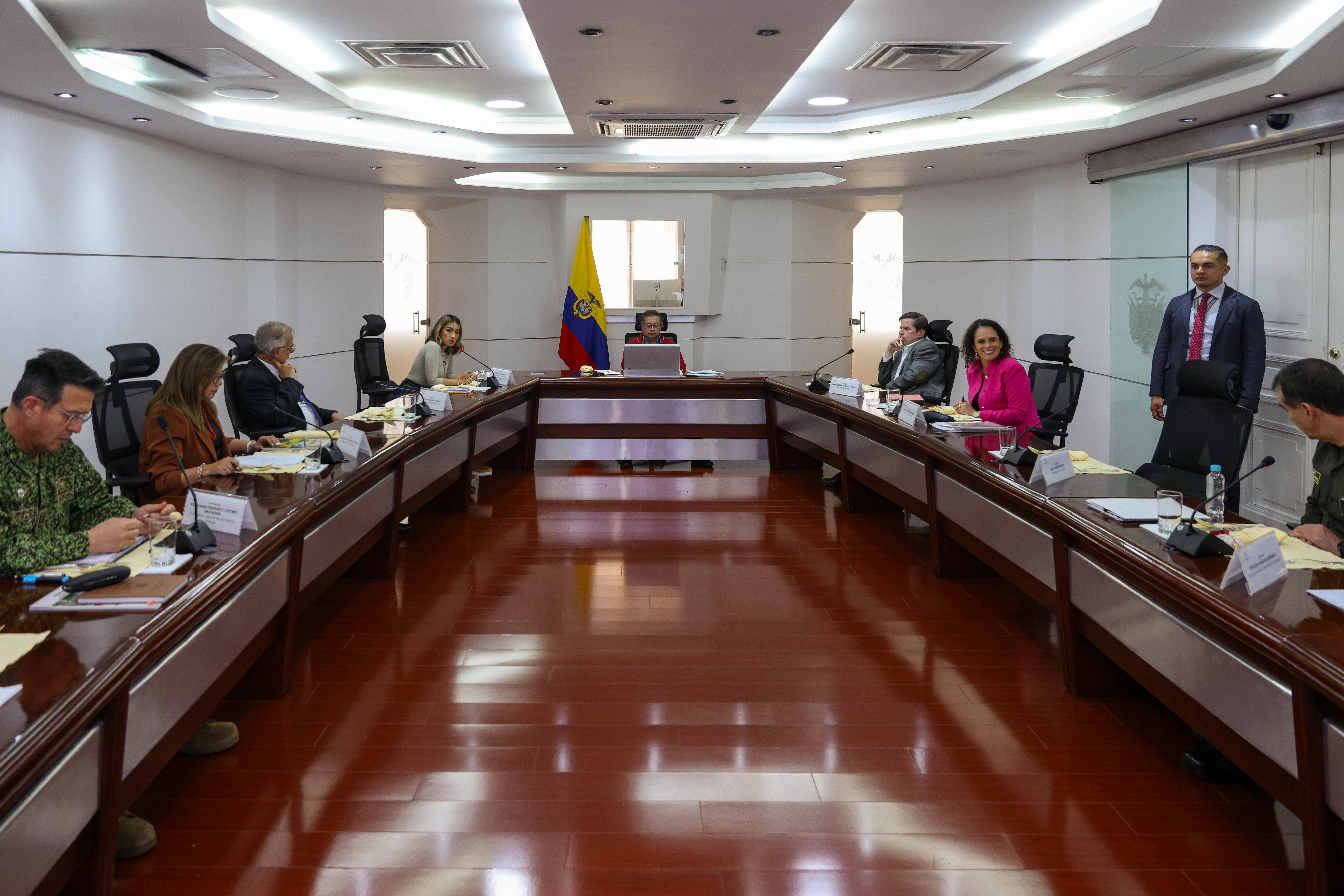
El Presidente junto a algunos ministros en una reunión extraordinaria para llegar a una solución del Paro camionero

El paro camionero de 2024 fue una huelga convocada por sector camionero y algunos de transportes de pasajeros en Colombia entre el 1 de septiembre al 6 de septiembre de 2024. Esto causó importantes perturbaciones a la economía nacional.

## Controversias judiciales

### Acusaciones a familiares de Petro
En marzo de 2023 se conocieron revelaciones por parte de la exesposa de Nicolás Petro Burgos, primogénito del presidente, de supuestos recibos de dinero no reportados que podrían constituir un enriquecimiento ilícito. El presidente Petro publicó una carta pidiéndole al fiscal Francisco Barbosa que investigue a su hijo «hasta las últimas consecuencias» y también a su hermano Juan Fernando Petro, quien ha sido mencionado en un supuesto caso de sobornos para recibir beneficios de la ley de Paz Total.
En julio de 2023, fue capturado Nicolás Petro Burgos junto a su exesposa Day Vásquez, por los delitos de lavado de activos y enriquecimiento ilícito. Petro Burgos declaró en la Fiscalía, que sí ingresaron dineros irregulares a la campaña presidencial de Gustavo Petro.

### Caso Laura Sarabia
El Caso Laura Sarabia fue un escándalo político en Colombia ocurrido durante el gobierno de Gustavo Petro, en este caso se investigaron a varias personas incluida a la entonces Jefe de Despacho Laura Sarabia, por presunto abuso de autoridad al haber supuestamente ordenado realizar una prueba de polígrafo a la que fuera la niñera de su hijo Marelbys Meza, igualmente se investiga a funcionarios de la seguridad de la casa presidencial por presuntamente haber ocasionado interceptaciones ilegales a Meza y a otra mujer. También se investiga la actuación y declaraciones de Armando Benedetti de quien surgieron insinuaciones de financiamiento irregular en la  campaña presidencial de Petro.
El caso inició en mayo de 2023 cuando la revista Semana publicó en su portada la fotografía de Marelbys Meza, una persona hasta entonces desconocida para la opinión pública y quien se identificaba como la niñera del hijo de la entonces Jefe de Despacho Presidencial, Laura Sarabia. En dicho artículo periodístico Meza afirmaba haber sido sometida a la prueba de polígrafo por parte de los servicios de seguridad de la Casa de Nariño para responder por la pérdida de alrededor de siete mil dólares en efectivo que aparentemente habían sido extraídos de una maleta que se encontraba en la residencia de Laura Sarabia y que según Sarabia, eran parte de los viáticos que recibía para sus viajes al exterior. Semanas atrás, Sarabia había mencionado el caso del robo en una entrevista para el diario El Tiempo. Meza perdió la prueba de polígrafo, sin embargo es una prueba voluntaria y no puede usarse como prueba judicial. Aunque lo que causó mayor controversia fue el hecho que se usaran los servicios de seguridad del Estado para hacer una prueba a una persona empleada por fuera de estos.
Tras la publicación de este artículo, el periodista Daniel Coronell reveló en su reporte en W Radio que Meza había sido recomendada para trabajar para Sarabia por parte del entonces embajador en Venezuela, Armando Benedetti, quien también había recomendado a Sarabia en el entorno de Gustavo Petro, ya que ella había hecho parte de su Unidad de Trabajo Legislativo (UTL). Igualmente se conoció que Meza había con anterioridad perdido la prueba de polígrafo cuando trabajaba para Benedetti como niñera años atrás por la perdida de otro dinero. También se conoció que días antes de la publicación de Semana, Benedetti había solicitado a Meza que viajara a Venezuela para reunirse con él, llevándola en un vuelo privado. Benedetti había manifestado su molestia por no recibir un alto cargo en el gobierno y tenía una rencilla con Sarabia por no seguir sus indicaciones.
Con posterioridad a estos hechos, la Fiscalía General de la Nación publicó una investigación el 1 de junio de 2023 como resultado de una denuncia interpuesta por Marelbys Meza, exniñera de la entonces Jefa de Gabinete Laura Sarabia y el entonces embajador de Colombia en Venezuela Armando Benedetti, en la que se dijo haber descubierto que su teléfono celular había sido interceptado ilegalmente desde el 30 de enero del mismo año. La denuncia había sido interpuesta por Meza tras acusar a Sarabia de usar un polígrafo contra ella en la Casa de Nariño, después de que Meza hubiese presuntamente realizado un robo de dinero en la residencia de Sarabia.
Como resultado del escándalo, Petro pidió la renuncia de ambos Sarabia y Benedetti el 3 de junio, con el fin de, el declaró «para que desde el poder que implican esos cargos no se pueda tener ni siquiera la desconfianza de que se van a alterar los procesos de investigación».
Días más tarde, la empleada de aseo de la casa de Sarabia aseguró también haber sido interceptada ilegalmente. Para el 24 de junio de 2023, cuatro personas habían dicho haber sido interceptadas ilegalmente, incluyendo la propia Meza, todos casos en los que Gustavo Petro ha dicho que ni él ni el gobierno nacional están involucrados.

### Escándalo de corrupción en la UNGRD

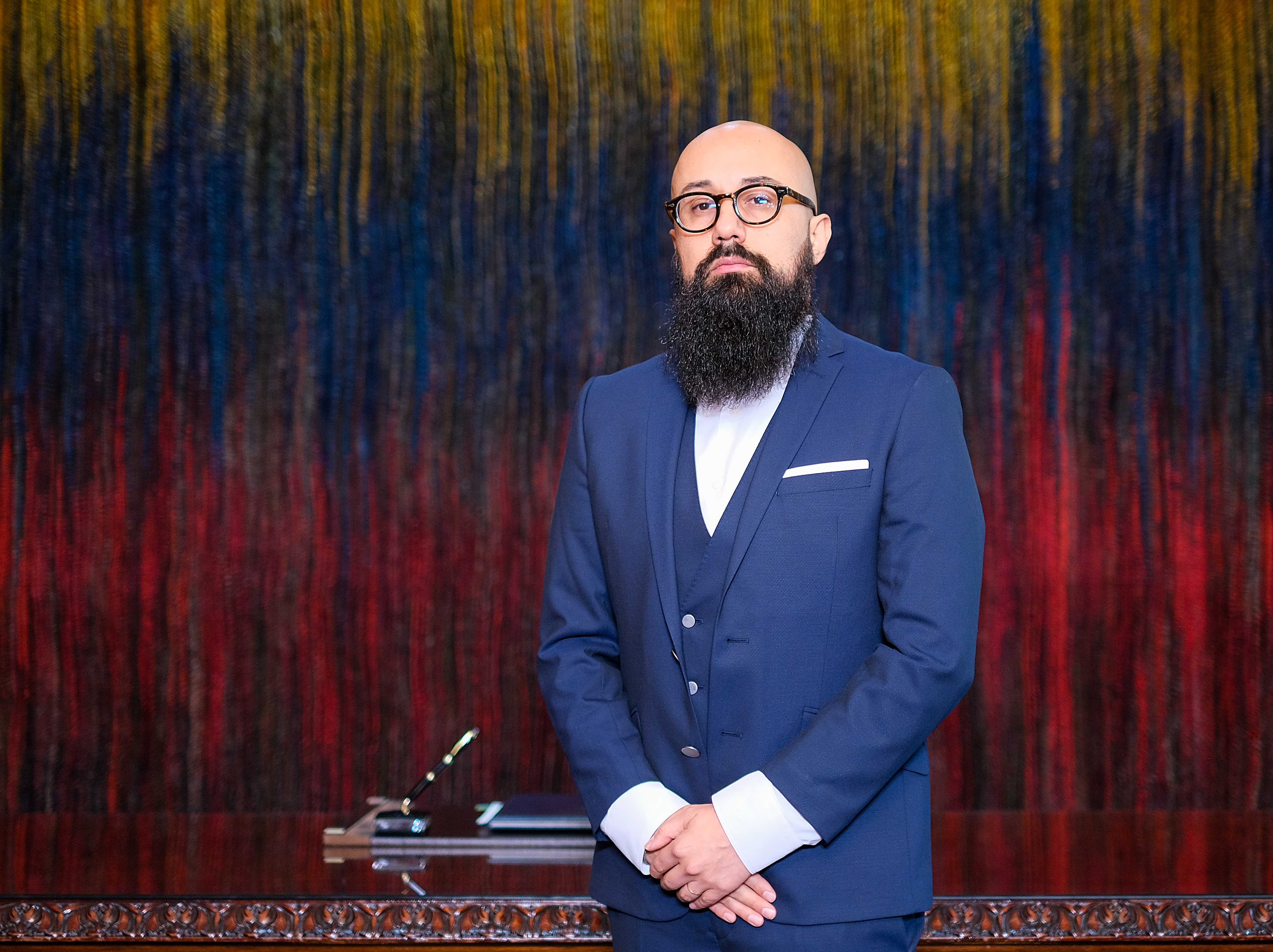
El nuevo Director de la UNGRD, Carlos Carrillo luego de la dimisión de Olmedo López.

El escándalo de corrupción en la Unidad Nacional para la Gestión del Riesgo de Desastres (UNGRD), que salió a la luz en 2024, involucra una red de sobornos y malas prácticas en la adjudicación de contratos, afectando gravemente la gestión de recursos públicos durante el gobierno de Gustavo Petro. Este caso ha sido calificado como uno de los más grandes del gobierno.
El escándalo fue develado inicialmente en torno a la adquisición y gestión de vehículos carrotanques en La Guajira destinados a distribuir agua potable en esta región, que enfrenta una grave crisis hídrica. La Unidad Nacional para la Gestión del Riesgo de Desastres (UNGRD) compró estos carrotanques por un valor que, según denuncias, estuvo inflado significativamente, alcanzando sobrecostos de hasta el doble de su valor real. Se estima que pagaron 725 millones de pesos por cada vehículo, aunque su costo debía rondar los 350 millones.
El escándalo no solo gira en torno a los sobrecostos, sino también a presuntos actos de corrupción, como la falsificación de documentos y el pago de sobornos. Funcionarios clave, como el exdirector de la UNGRD Olmedo López y su subdirector, Sneyder Pinilla, fueron señalados por haber participado en acuerdos corruptos. Se les acusa de otorgar contratos a dedo a cambio de apoyo político en el Congreso.
Además, se ha denunciado que parte del dinero que debía destinarse a mejorar la distribución de agua terminó en manos de congresistas, lo que ha escalado la investigación hacia altos funcionarios del Gobierno y el Legislativo. En medio del proceso, la UNGRD ha abierto nuevas licitaciones para intentar recuperar la confianza del sector asegurador y asegurar que los carrotanques finalmente cumplan su función.
El principal implicado es Sneyder Pinilla, exsubdirector de la UNGRD, quien reveló un entramado de corrupción que incluía pagos a altos funcionarios y congresistas para la adjudicación irregular de contratos. Según la Fiscalía, se desviaron sumas millonarias destinadas a la atención de desastres, y se pagaron sobornos por valores que rondan los 7.700 millones de pesos. Además, se sospecha que estos recursos fueron utilizados para pagar favores políticos, lo que involucra a varios congresistas y alcaldes.
Entre los elementos clave del caso están las pruebas que incluyen interceptaciones telefónicas, testimonios y documentos que demuestran cómo empresas sin capacidad técnica o financiera fueron beneficiadas con contratos millonarios, algunos de los cuales estaban relacionados con lavado de dinero. La investigación se ha expandido hacia funcionarios de alto nivel, entre ellos el presidente del Senado, Iván Name, y otros miembros del Congreso, quienes habrían recibido parte de estos sobornos.

#### Residencia de Carlos Ramón González en Nicaragua
En agosto 2025 se reveló que Carlos Ramón González, ex director del DAPRE y exjefe de inteligencia, cercano al presidente Petro y actualmente investigado por corrupción vinculada a la Unidad Nacional para la Gestión del Riesgo de Desastres (UNGRD), habría residido en Managua desde noviembre de 2024. Documentos filtrados muestran que la embajada colombiana en Nicaragua solicitó la renovación de su residencia el 21 de mayo de 2025, el mismo día en que la Fiscalía lo imputó por cohecho y peculado.
La Cancillería y el presidente Petro negaron haber autorizado este trámite o haber tenido conocimiento formal del mismo, y anunciaron una investigación disciplinaria interna. Petro también solicitó oficialmente al gobierno nicaragüense la entrega de González si se confirmaba que era residente, y afirmó que “ni los protejo”, durante un Consejo de Ministros.

### Financiación de la campaña.

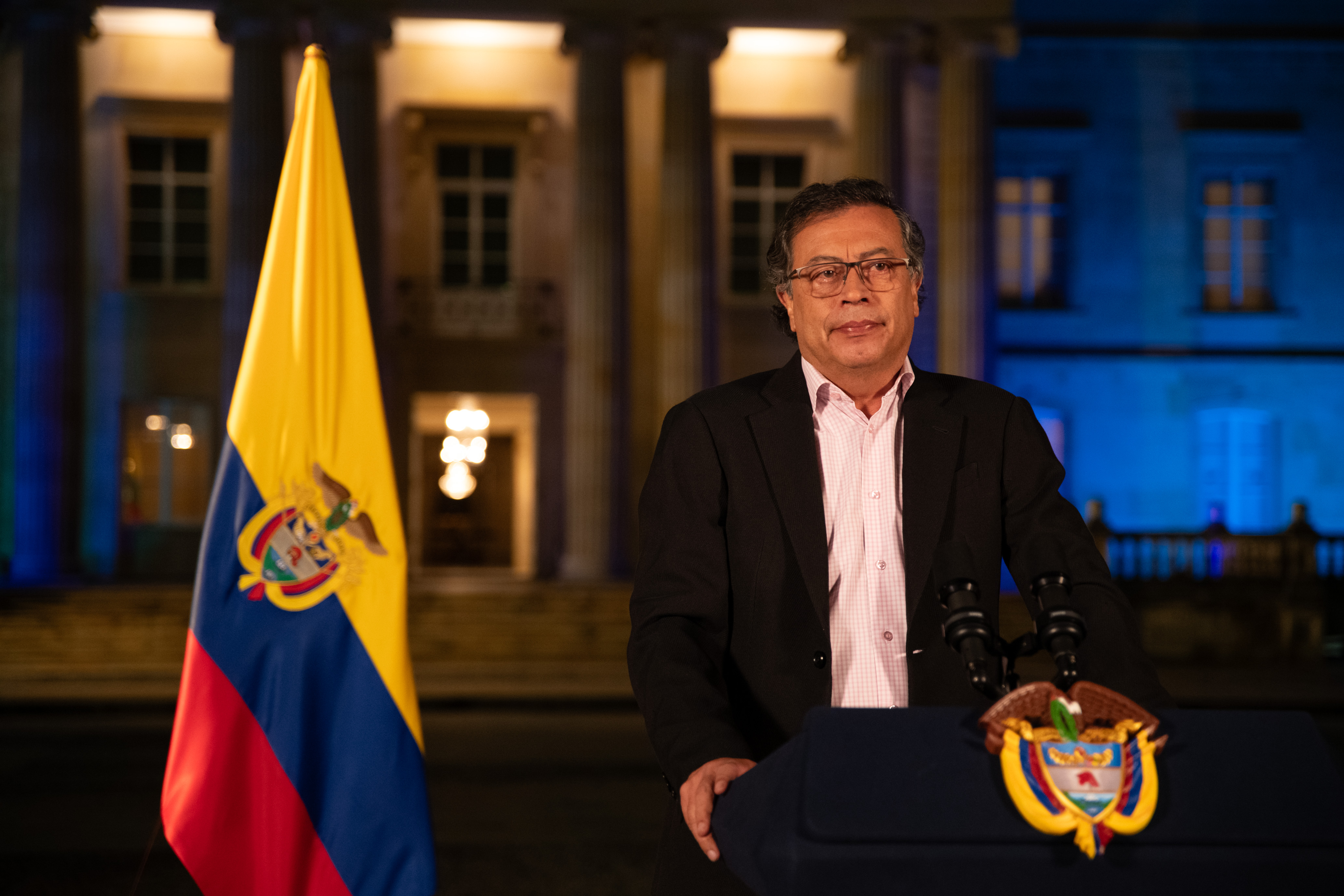
El presidente durante una alocución presidencial sobre la apertura de investigaciones por parte del CNE.

La presunta financiación irregular de la campaña de Gustavo Petro, presidente de Colombia, fue un tema de controversia durante varios meses, generando investigaciones y acusaciones.

#### Contexto
El escándalo surgió cuando Nicolás Petro, hijo del presidente Gustavo Petro, fue señalado por recibir dinero de empresarios durante la campaña presidencial de 2022, dinero que, según las acusaciones, no habría sido reportado oficialmente en la contabilidad de la campaña. Nicolás Petro fue detenido a finales de julio de 2023 junto a su exesposa Day Vásquez por los cargos de lavado de activos y enriquecimiento ilícito, en el marco de una investigación que buscaba esclarecer si estos fondos ilícitos fueron utilizados para financiar la campaña. El Consejo Nacional Electoral (CNE) de Colombia presentó cargos contra la campaña presidencial de Gustavo Petro por supuestas irregularidades en su financiación durante las elecciones de 2022. Estas acusaciones estuvieron relacionadas con la posible recepción de recursos no declarados o provenientes de fuentes prohibidas por la ley electoral colombiana, lo cual violaría las normas de financiamiento de campañas políticas.

#### Acusaciones Clave
- Dinero de origen ilícito: Según las declaraciones de Day Vásquez, Nicolás Petro habría recibido dinero de parte de narcotraficantes y empresarios, entre ellos el exnarcotraficante Samuel Santander Lopesierra (alias el "Hombre Marlboro") y el empresario Alfonso "el Turco" Hilsaca. Ella alegó que el dinero no fue utilizado en su totalidad para la campaña de Gustavo Petro, sino que parte de estos fondos fueron utilizados por Nicolás Petro para beneficio personal.[232]
- Presunta financiación irregular: Las acusaciones se centran en la posible falta de transparencia en la financiación de la campaña de Petro. Si bien Nicolás Petro admitió haber recibido dinero, afirmó que esos recursos no llegaron a la campaña de su padre, sino que los utilizó para otros fines personales.[233]
- Investigaciones: La Fiscalía de Colombia ha estado investigando si efectivamente hubo dinero irregular utilizado en la campaña de Petro. Hasta el momento, no se ha comprobado de manera concluyente la responsabilidad directa del presidente en estos hechos.
- CNE: La investigación surge a partir de denuncias que señalan que la campaña de Petro podría haber recibido dinero de contratos adjudicados por entidades públicas, lo que sería ilegal.[234] En específico, se ha mencionado que se habrían usado recursos del gobierno del presidente Iván Duque, el cual estaba en funciones durante ese período, lo que plantea la posibilidad de que se hayan desviado fondos públicos para fines electorales. También se ha cuestionado si se reportaron adecuadamente todos los ingresos y gastos de la campaña, como exige la ley.[235]

#### Respuesta del Presidente Gustavo Petro
El presidente Petro ha negado cualquier conocimiento o participación en estos hechos. Afirmó que no estaba al tanto de los actos de su hijo y que no permitiría que su gobierno fuera manchado por actos de corrupción. Además, enfatizó que su campaña se manejó de manera transparente y que apoyará las investigaciones para esclarecer los hechos. Luego de que el CNE abriera la causa contra Petro este acusó a este organismo del "inicio de un golpe de estado", ya que estaba violando el fuero presidencial y lo que estaba buscando era "tumbarlo".

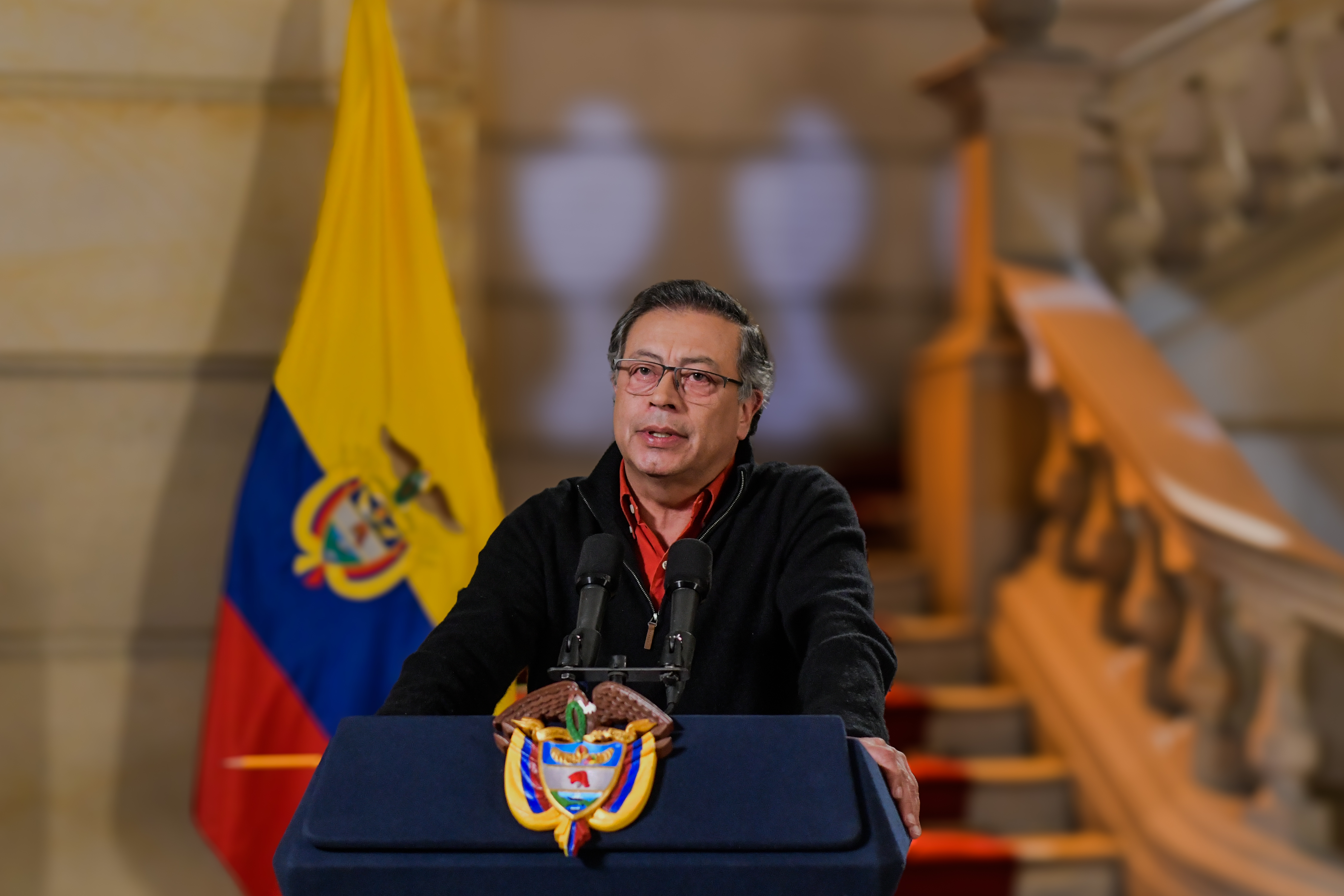
Declaraciones de Petro sobre la compra de Pegasus por parte de Duque.

### Pegasus
El escándalo relacionado con Pegasus en Colombia involucra la presunta compra secreta de este software espía por el gobierno de Iván Duque. Según las denuncias, se adquirió sin pasar por los canales oficiales y utilizando dinero en efectivo supuestamente proveniente de fondos incautados del narcotráfico. Pegasus, desarrollado por la empresa israelí NSO Group, permite el espionaje avanzado de dispositivos móviles, lo que ha generado preocupación sobre posibles violaciones de derechos y espionaje político en Colombia.